# Église Saint-Romain de Targon
Pour les articles homonymes, voir Église Saint-Romain.
L'église Saint-Romain est une église catholique  située dans la commune de Targon, dans le département de la Gironde, en France.

## Localisation
L'église se trouve sur la place centrale de la ville, en regard de la mairie, à l'intersection des routes départementales D11 (Branne au nord et Cadillac au sud) et D237 (Cadillac-ouest au sud-ouest).

## Historique
Peut-être construite au XIIe siècle, en style roman, par les templiers de Montarouch, l'église Saint-Romain dépendait de l'abbaye de La Sauve-Majeure à partir du XIIe siècle. À cette époque, l'église se composait d'une nef unique rectangulaire et d'une abside en hémicycle voûtée en cul-de-four. La porte d'entrée se trouve sur le côté sud de la nef.
Aux XVIe et XVIIe siècles av. J.-C., l'église a été agrandie : l'ajout d'un bas-côté de style gothique, d'un clocher-tour vers 1623 et d'une sacristie vers 1640. Le clocher carré accueille trois cloches, dont la plus ancienne est fondue en 1505 ou 1517.
Pendant les Guerres de religion, le chevet a été surélevé d'une chambre forte, garnie de meurtrières.
Les échauguettes ou guérites en poivrière aux angles nord-est et sud-ouest sont d'époque Renaissance.
Au XIXe siècle, en 1877-1888, la nef a été entièrement refaite et voûtée en style néo-gothique. Les chapiteaux, notamment ceux du portail ont été refaits.
L'édifice a été inscrit au titre des monuments historiques en totalité par arrêté du 21 décembre 1925.

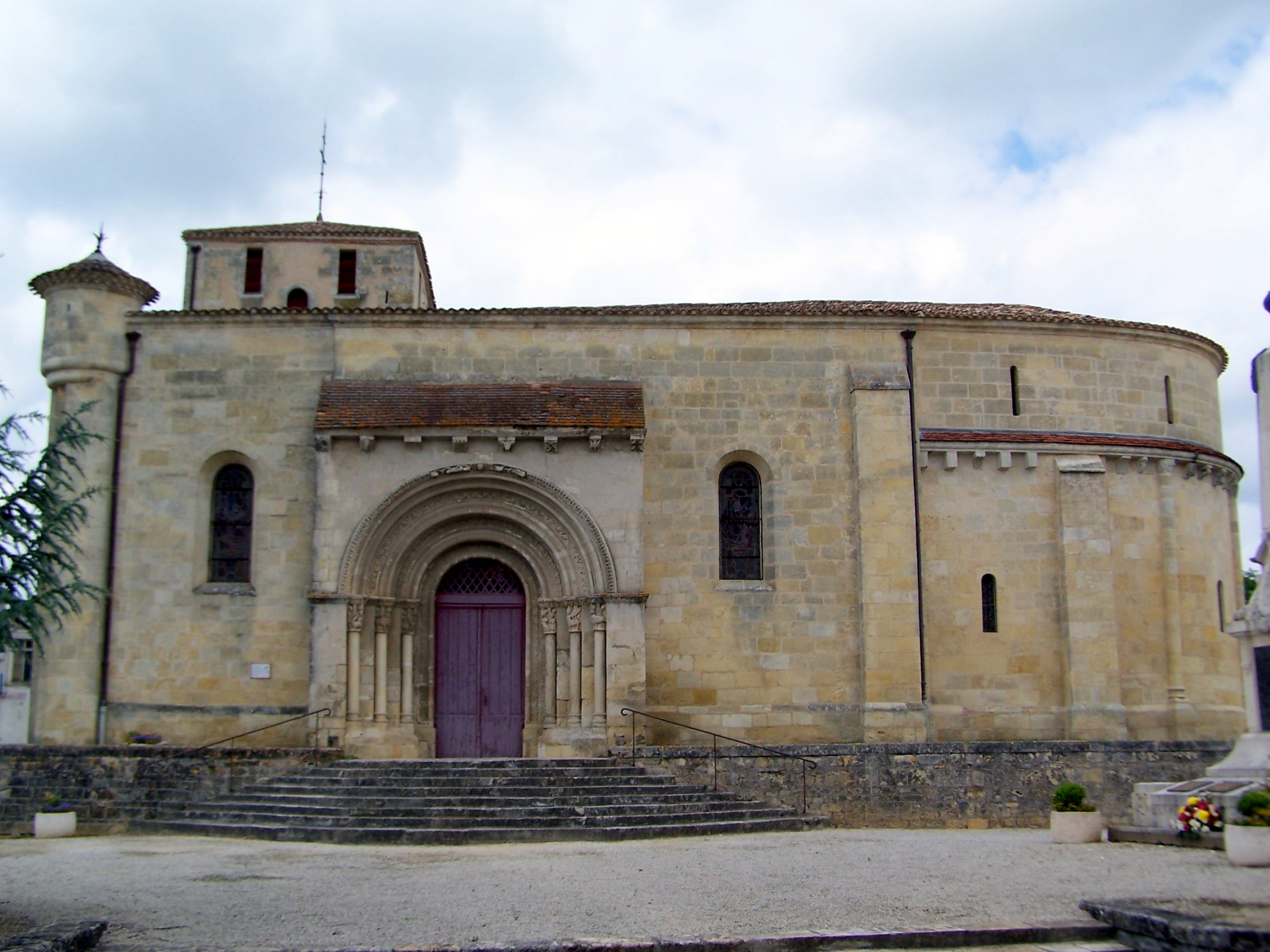
Façade sud et portail (juin 2013)
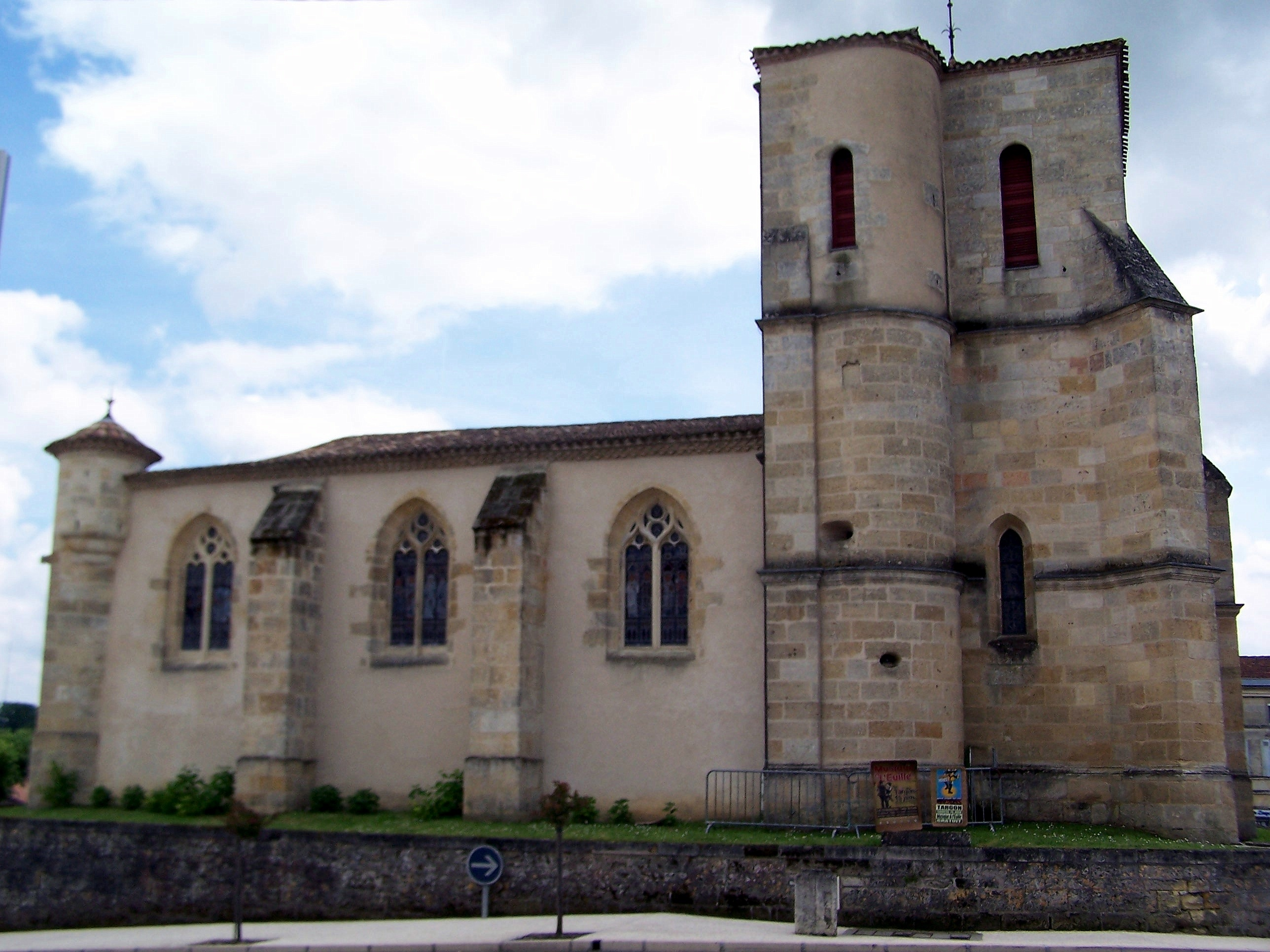
Façade nord (juin 2013)
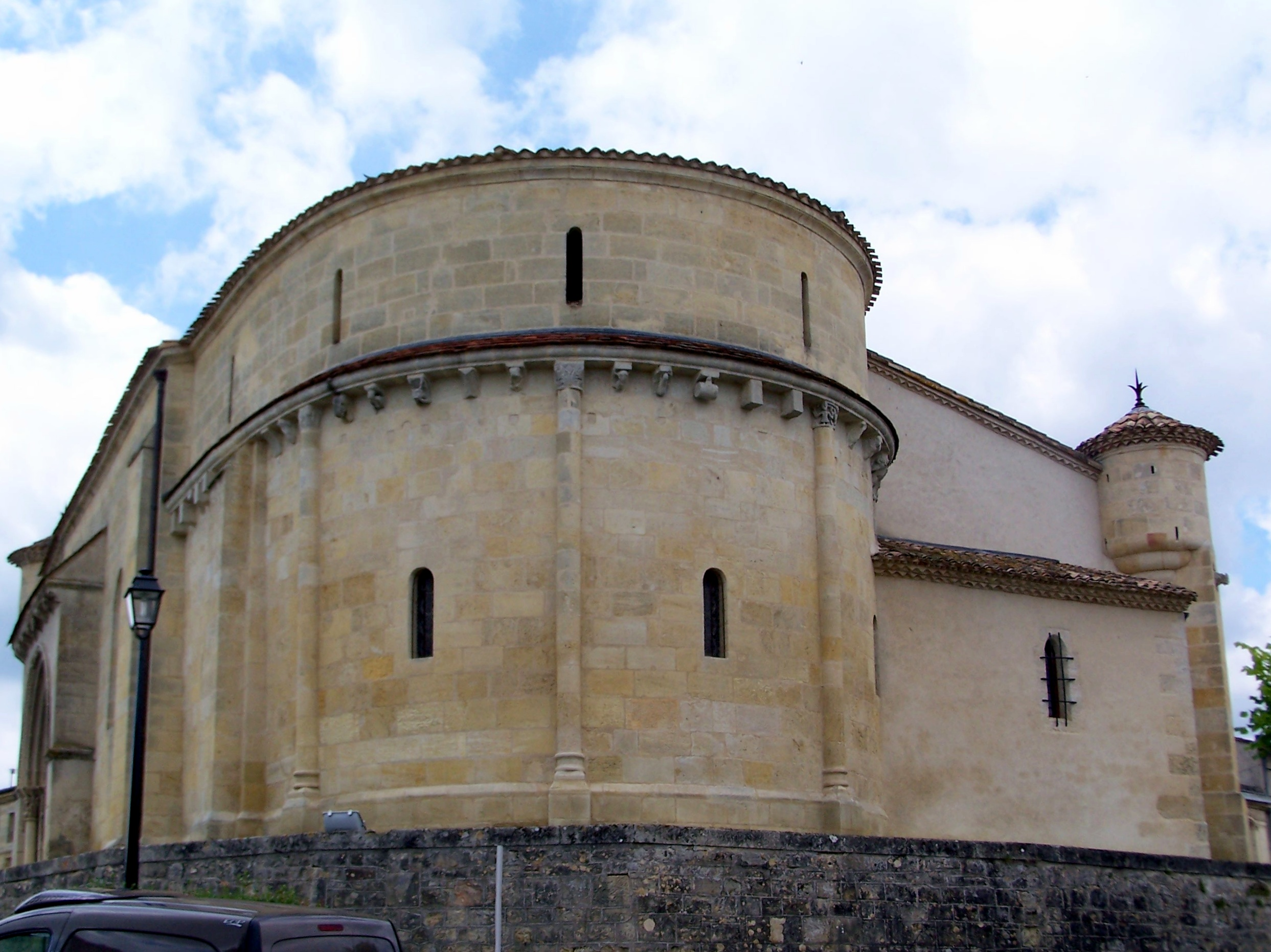
Le chevet à l'est (juin 2013)
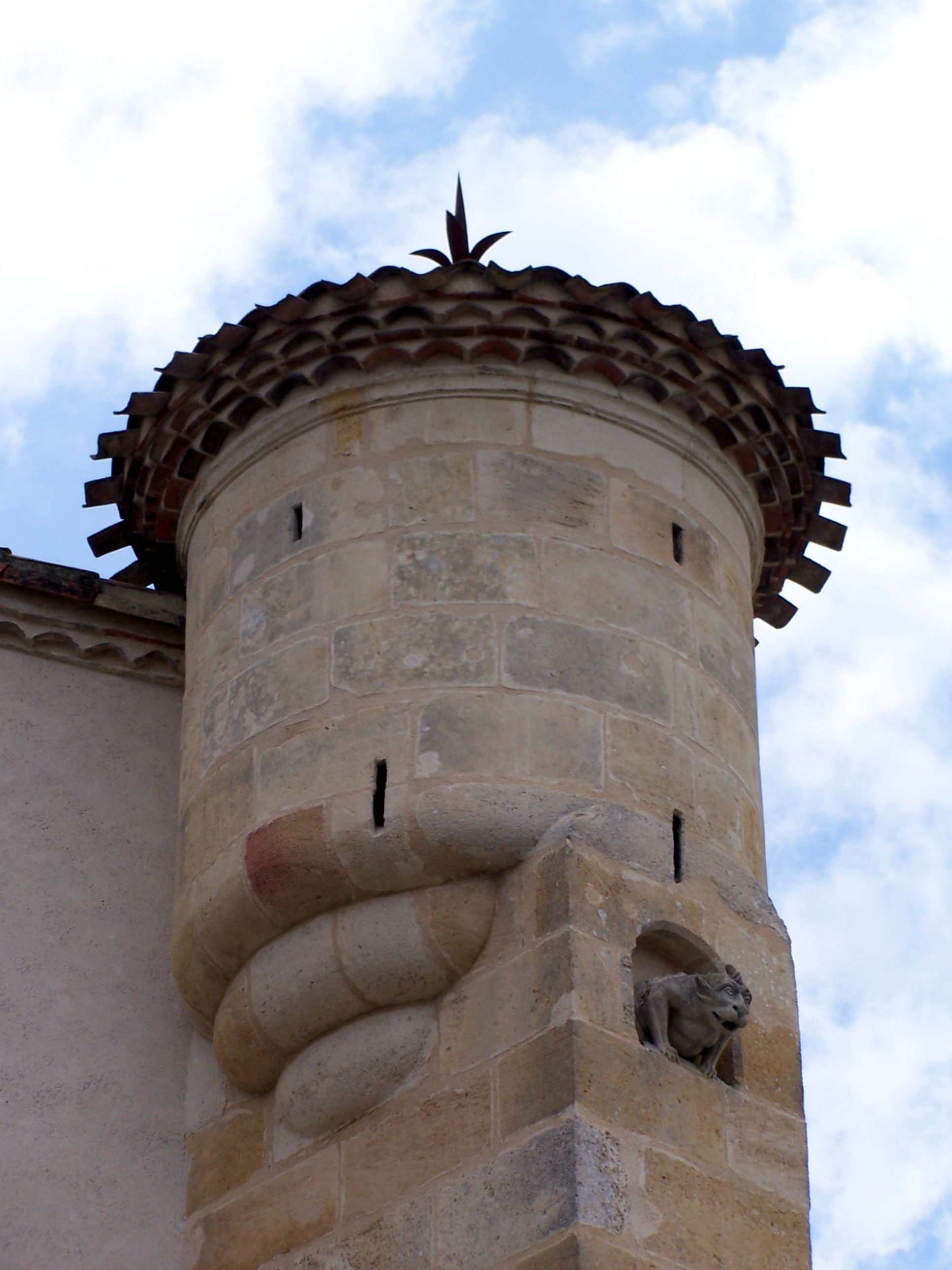
Poivrière et gargouille au nord-est (juin 2013)

## Iconographie romane
Le fond roman de l'église a disparu. Seuls le chevet, quelques modillons supportant sa corniche, la décoration au sommet de la voussure du portail et deux chapiteaux de l'arc triomphal ont conservé le cachet roman d'origine.

### Le portail

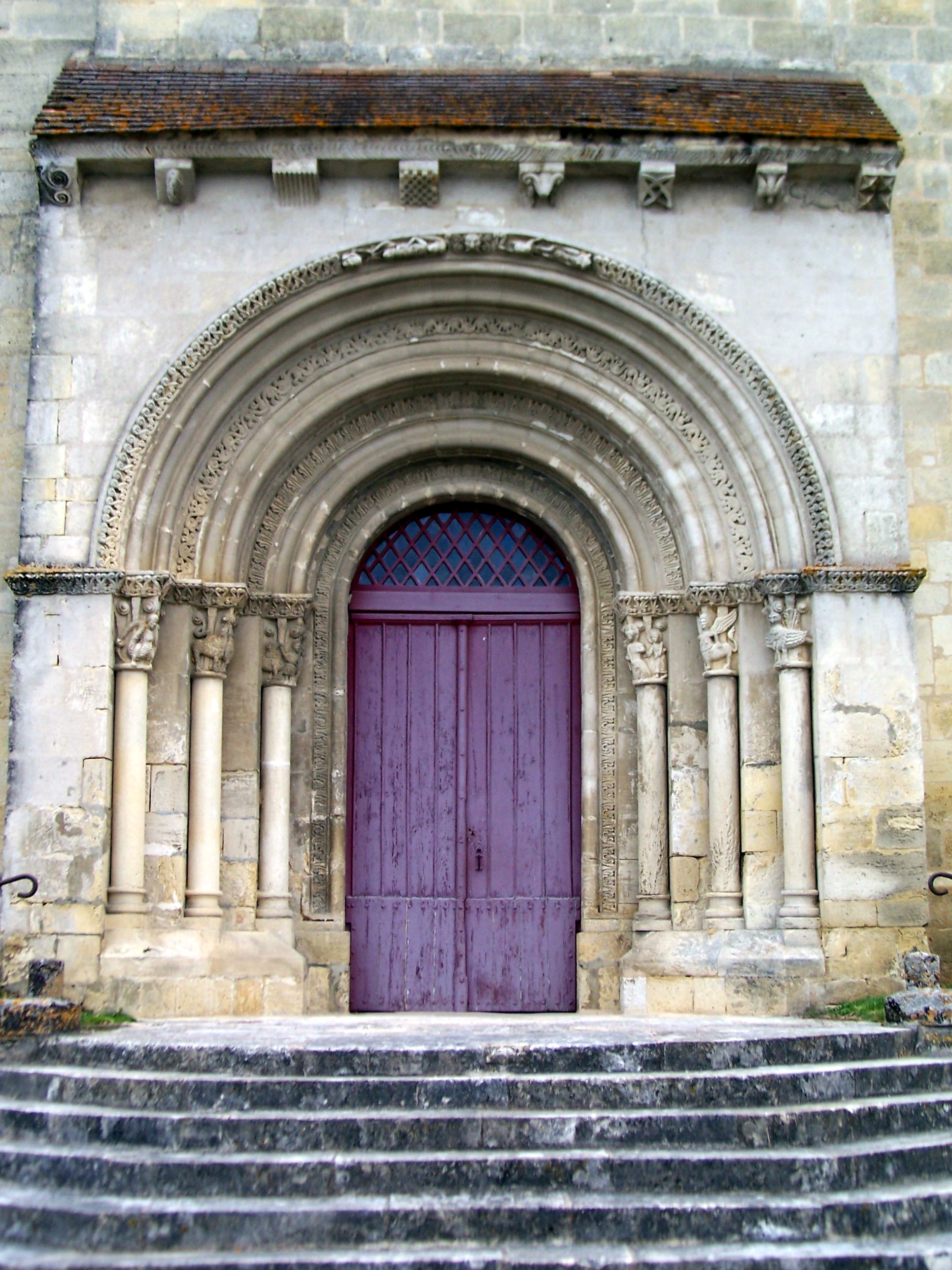
Le portail

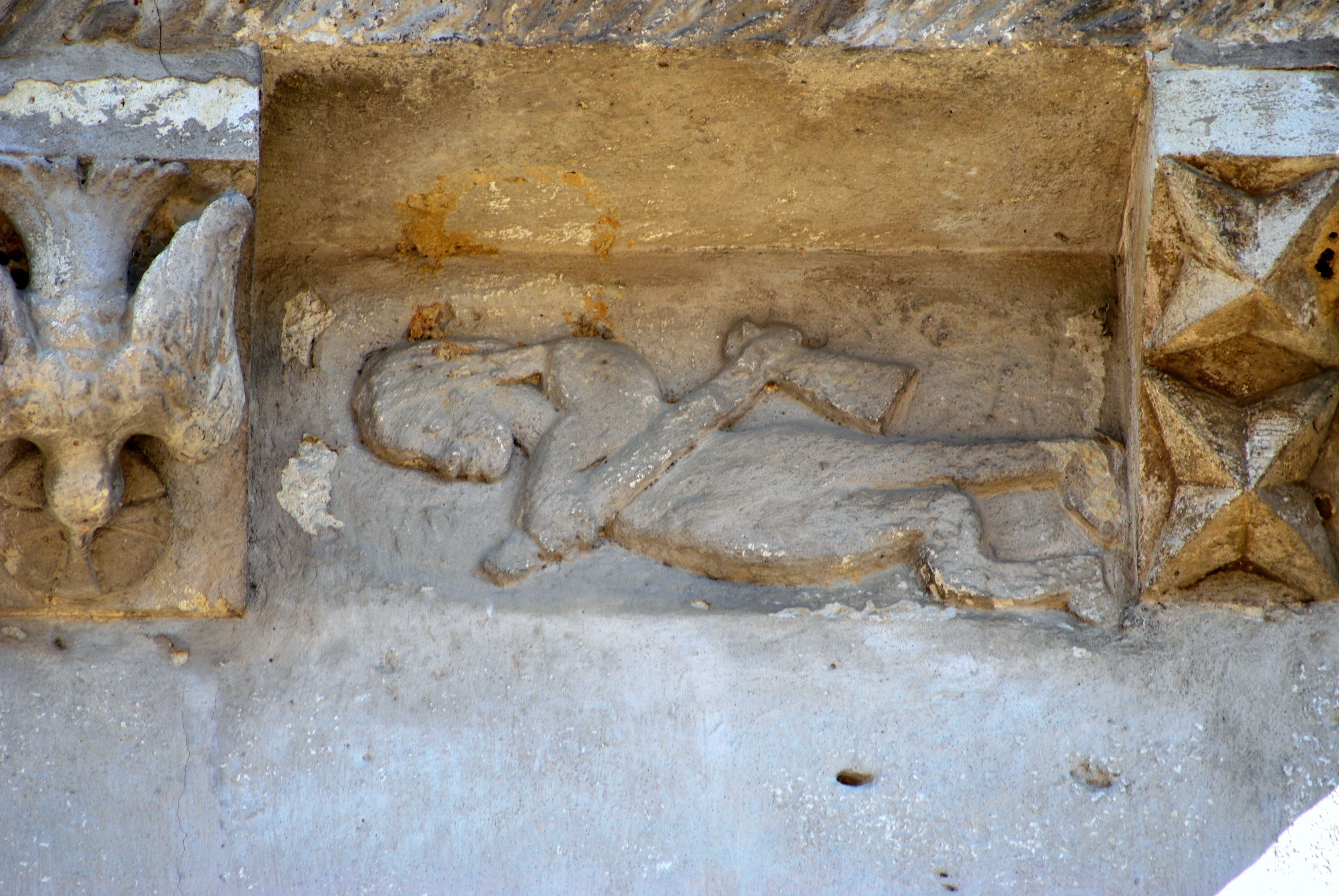
Le bûcheron

Les huit modillons sculptés, les chapiteaux et les colonnes du portail sont du XIXe siècle.
Cependant, une authentique métope romane a été préservée, à l'angle oriental, entre les 7e et 8e modillons, sculptée en bas-relief : un bûcheron en action avec sa hache. Il en existe sur d'autres édifices inspirés par La Sauve-Majeure. Le style est archaïque, qui peut indiquer une datation avant le XIIe siècle.

Chapiteaux du portail
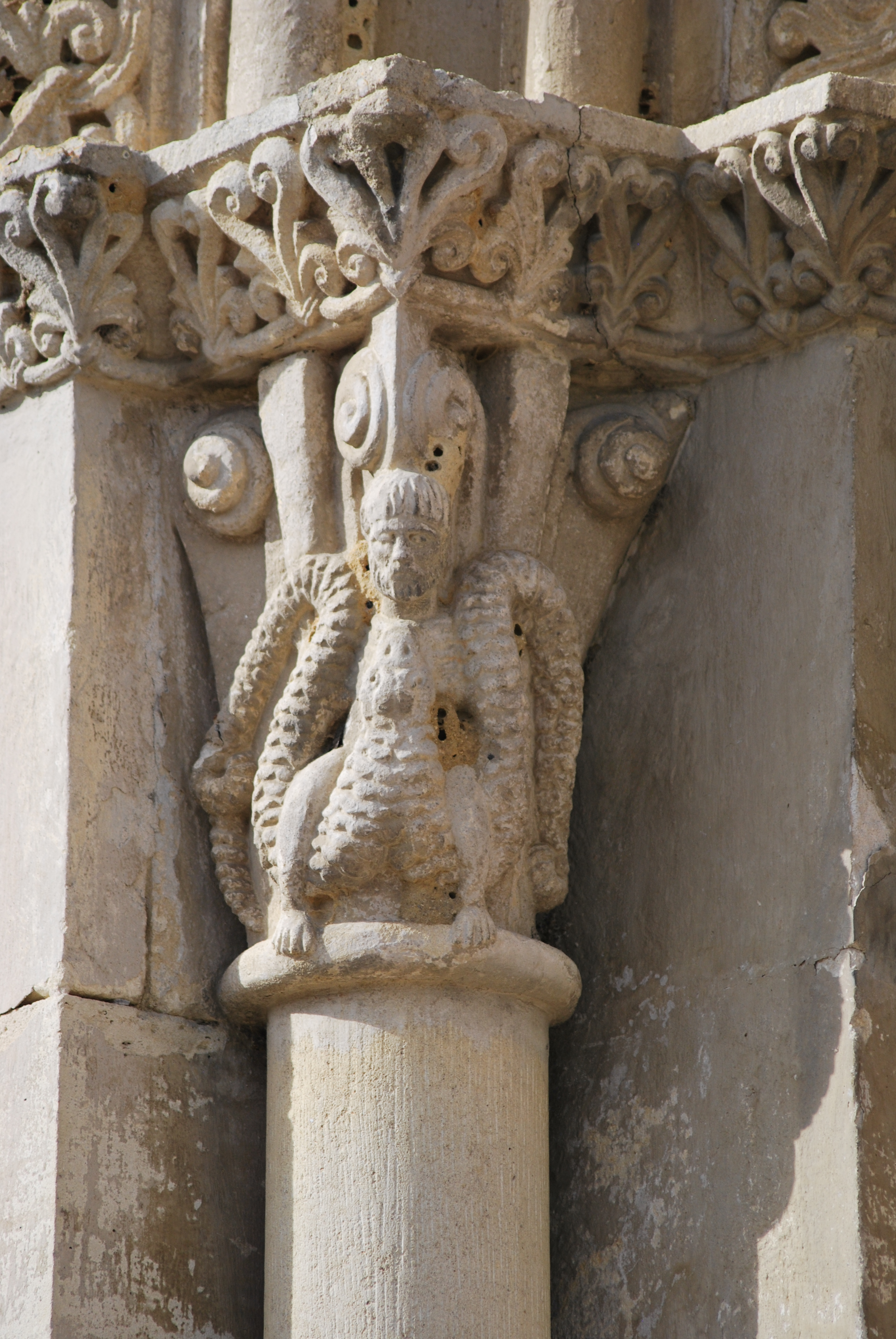
Ouest 3
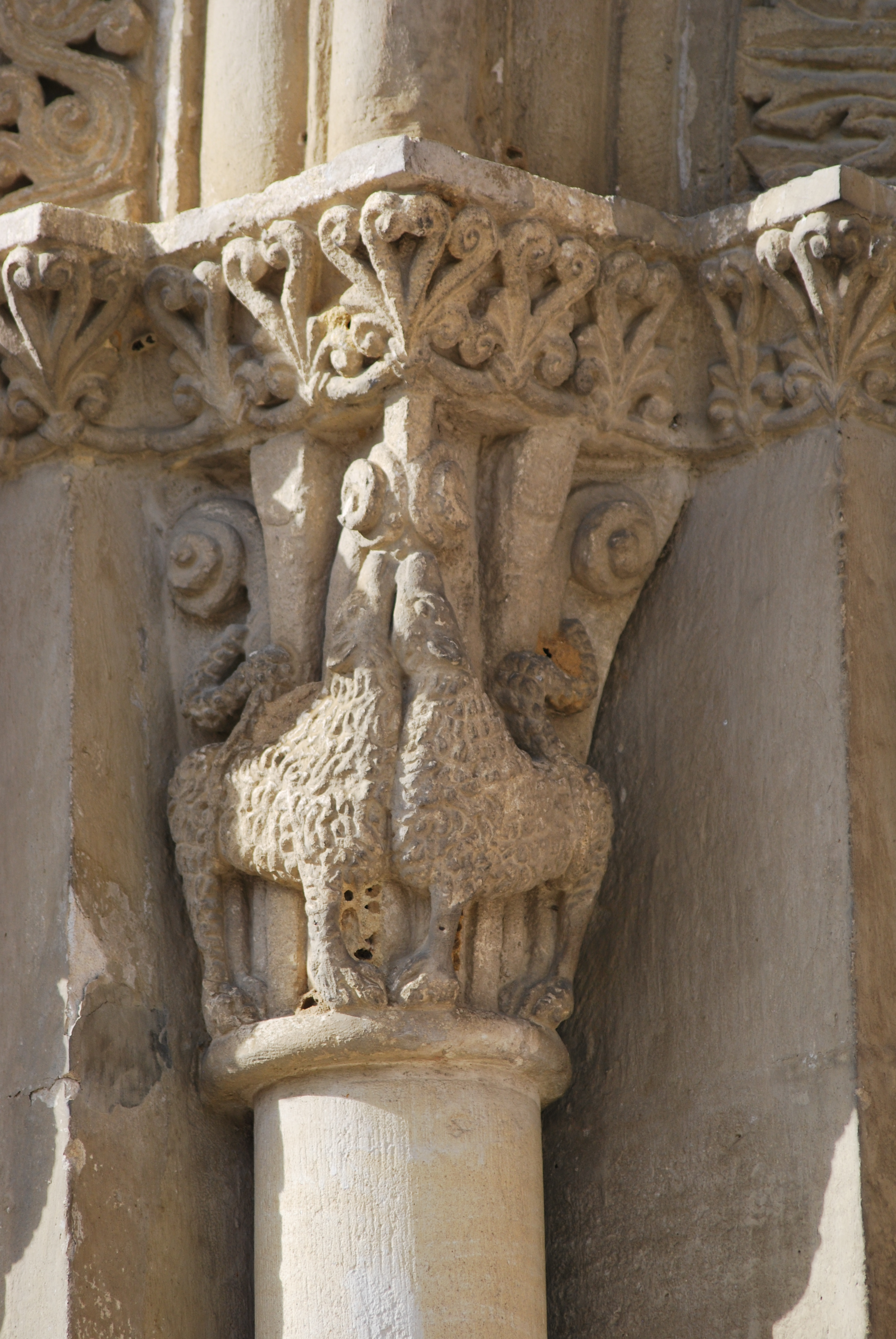
Ouest 2
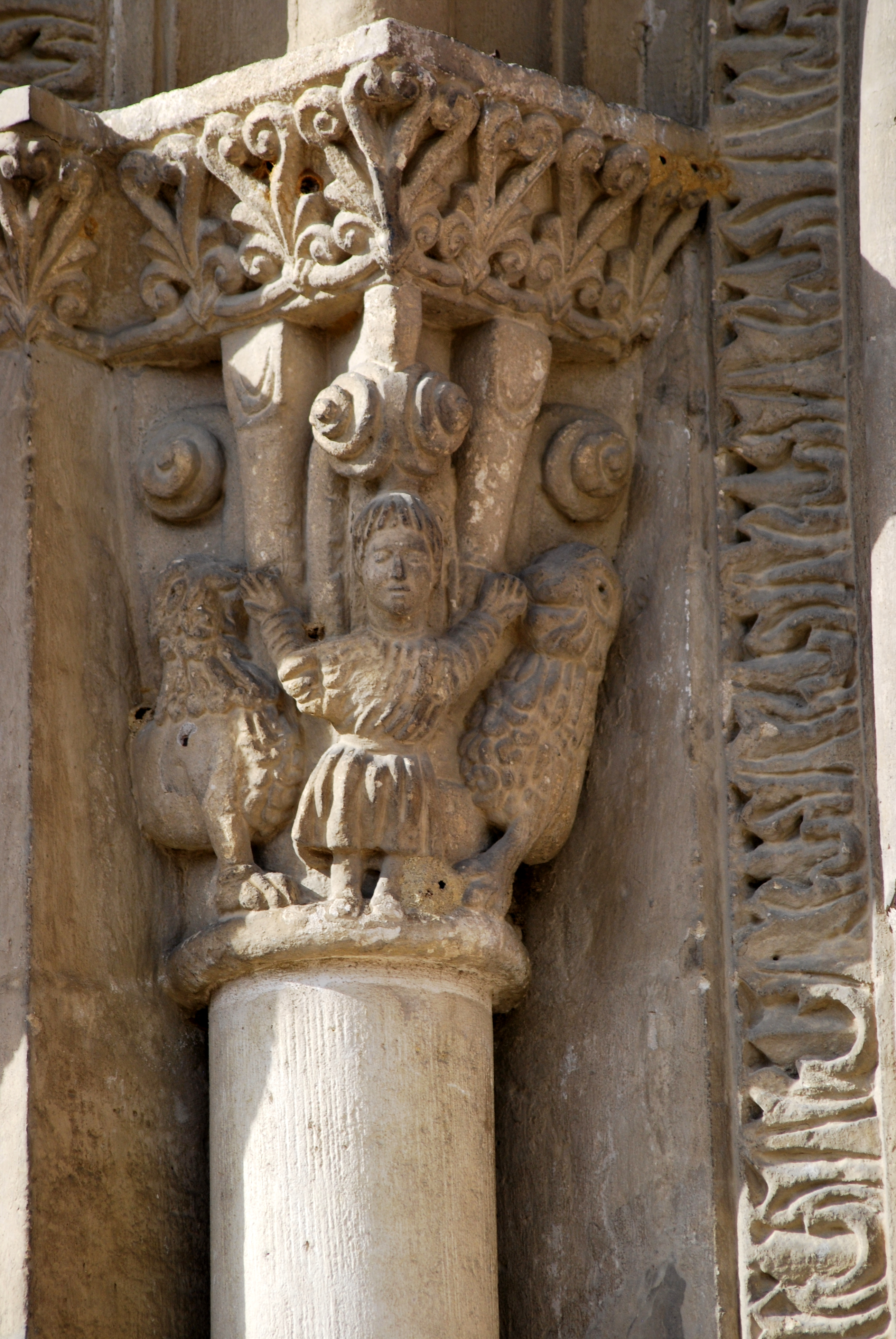
Ouest 1
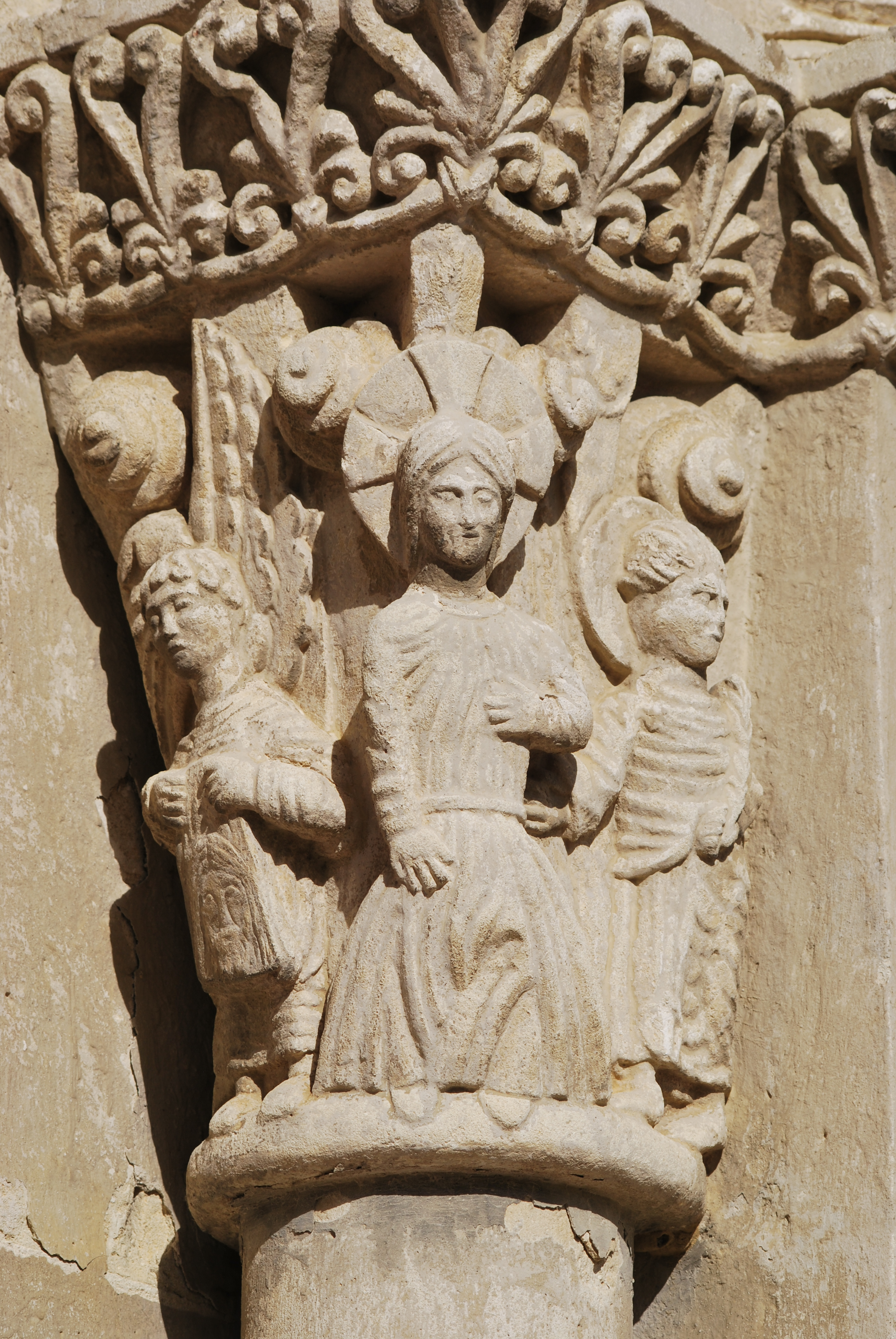
Est 1
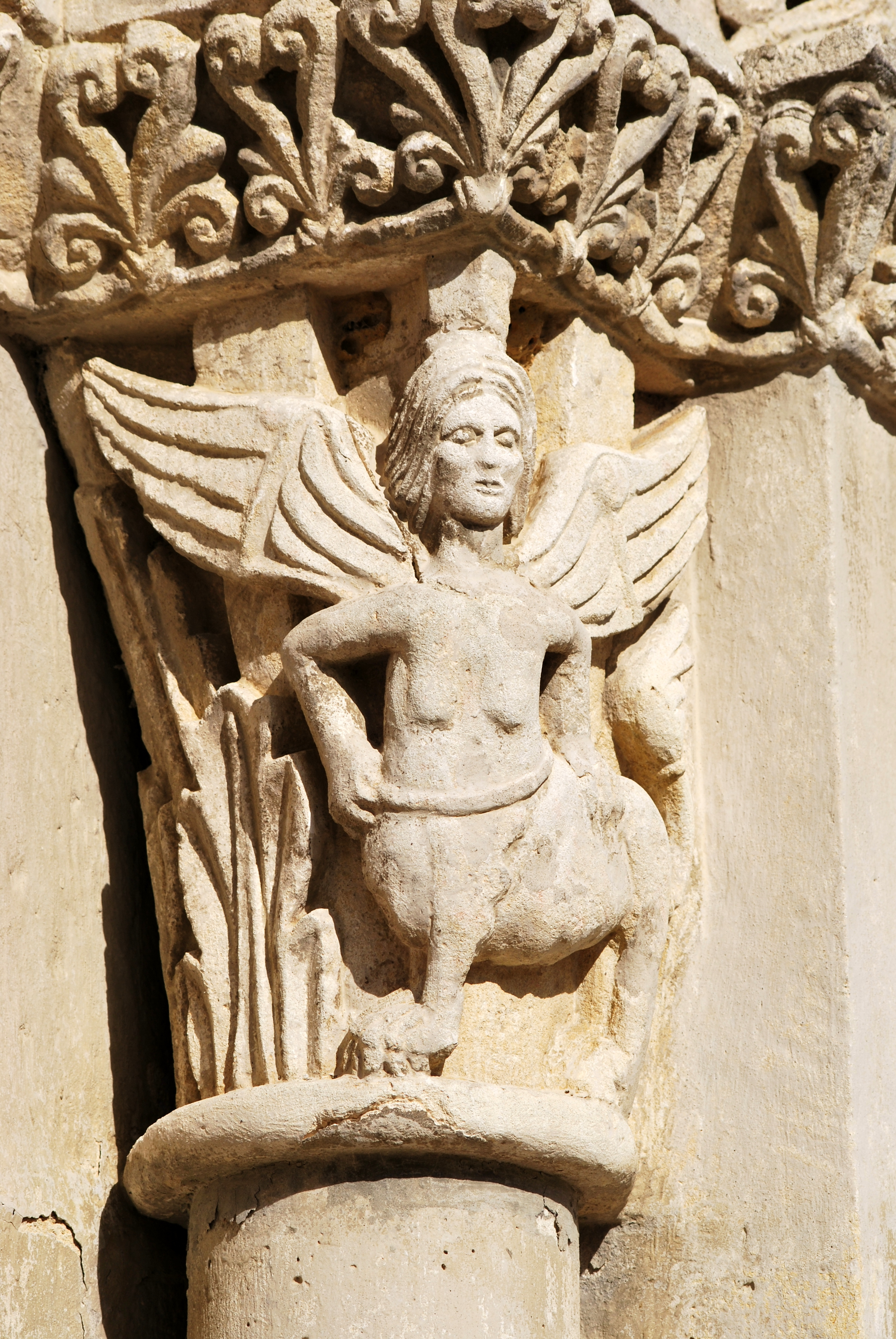
Est 2
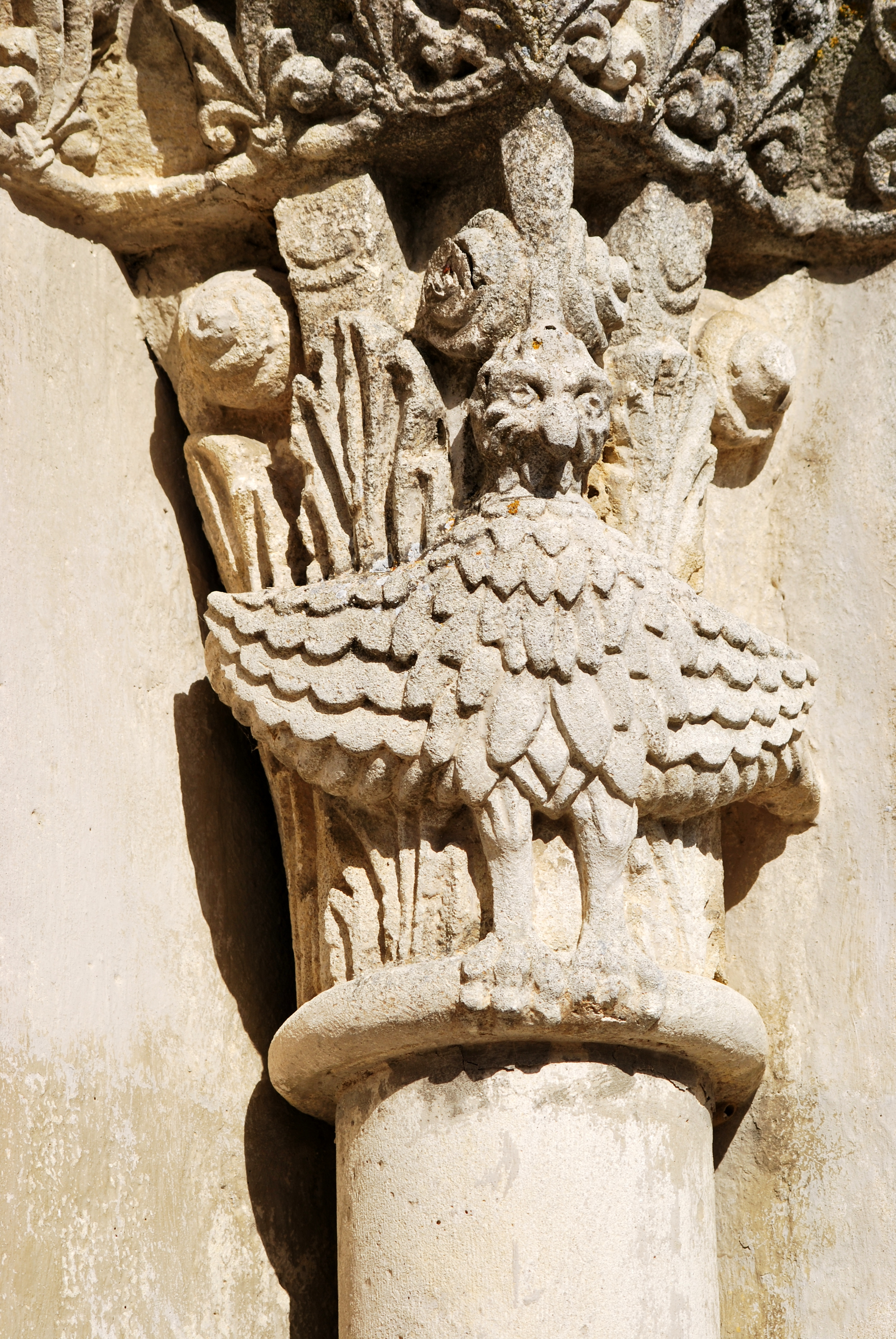
Est 3

Par contre, au sommet de la voussure sont représentés des personnages de facture romane. Les voussures sont recouvertes d'un décor végétal, frises de palmettes ou d'acanthes sèches. La clef de l'archivolte porte un diable en effigie, un masque à oreilles en pointes qui recrache des tiges volutées. Il est probable que ce masque, qui est de style Renaissance, a été ajouté lors d'une restauration du XIXe siècle.
Deux couples de personnages nus encadrent le démon :
- À droite, c'est un homme à plat ventre, la tête redressée en arrière, sur la poitrine duquel appuient les griffes d'un démon nu, cornu et barbu.
- De l'autre côté, une femme opulente aux cheveux défaits, est juchée à califourchon sur les épaules d'un homme nu, au cou duquel est appendu le cordon d'une probable bourse.
- Entre ses jambes écartées, apparaît une tête, qui crie et s'arrache les cheveux.
- Le quatrième être vivant est une grenouille géante en traîne de sucer le téton droit de la femme.

Ces trois dernières représentations sont les allégories de trois vices : la cupidité qui ne se sépare jamais de son or, la colère dont les crises sont dévastatrices et la luxure qui attire sur son sein la grenouille.

### Le chevet
Toutes les sculptures du chevet se trouvent sous la corniche : une vingtaine de modillons et quatre corbeilles sans tailloir.
Trois des chapiteaux ont une décoration végétale soignée. Celui du nord-est est historié.
Deux petits hommes à tunique plissée se tiennent debout, chacun à un angle. Leurs têtes et bras sont disproportionnés.
Tous deux sont à l'écoute du serpent (Satan).
Ce stéréotype symbolique exprime les mauvaises intentions que le Malin est en train d'insuffler.
L'homme de gauche brandit, de sa main gauche, une massue. Une rixe se prépare entre deux hommes : c'est l'image de la colère, un péché mortel.

### Les modillons
Il y a 21 modillons, dont quinze sont d'origine et parmi eux, il y en a huit qui sont toujours en assez bon état.
Comme souvent, les représentations sont, à nos yeux, surprenantes sur le chevet d'une église. Ces représentions, caractérisées au XIXe siècle comme obscènes, sont très fréquentes sur les églises romanes de France, d'Espagne, d'Angleterre et d'Irlande.
- Un homme ithyphallique (victime d'un marteau)
- Un acrobate en demi-cercle, les pieds sur la tête
- Un tonneau de vin
- Une exhibitionniste génitale : une femme avec bonnet, jupe remontée, jambes écartées, touche sa vulve
- Un couple nu dont la femme, les jambes écartées, tient dans sa main la verge (aussi victime d'un marteau) de l'homme qui a croisé sa jambe droite sur le genou de la femme
- Un lapin ou lièvre
- Un fou (il porte un bonnet à longues oreilles) chantant qui tient sa barbichette — Les lisseurs de barbe, dans l'iconographie romane, ont une forte connotation d'un péché sexuel. —

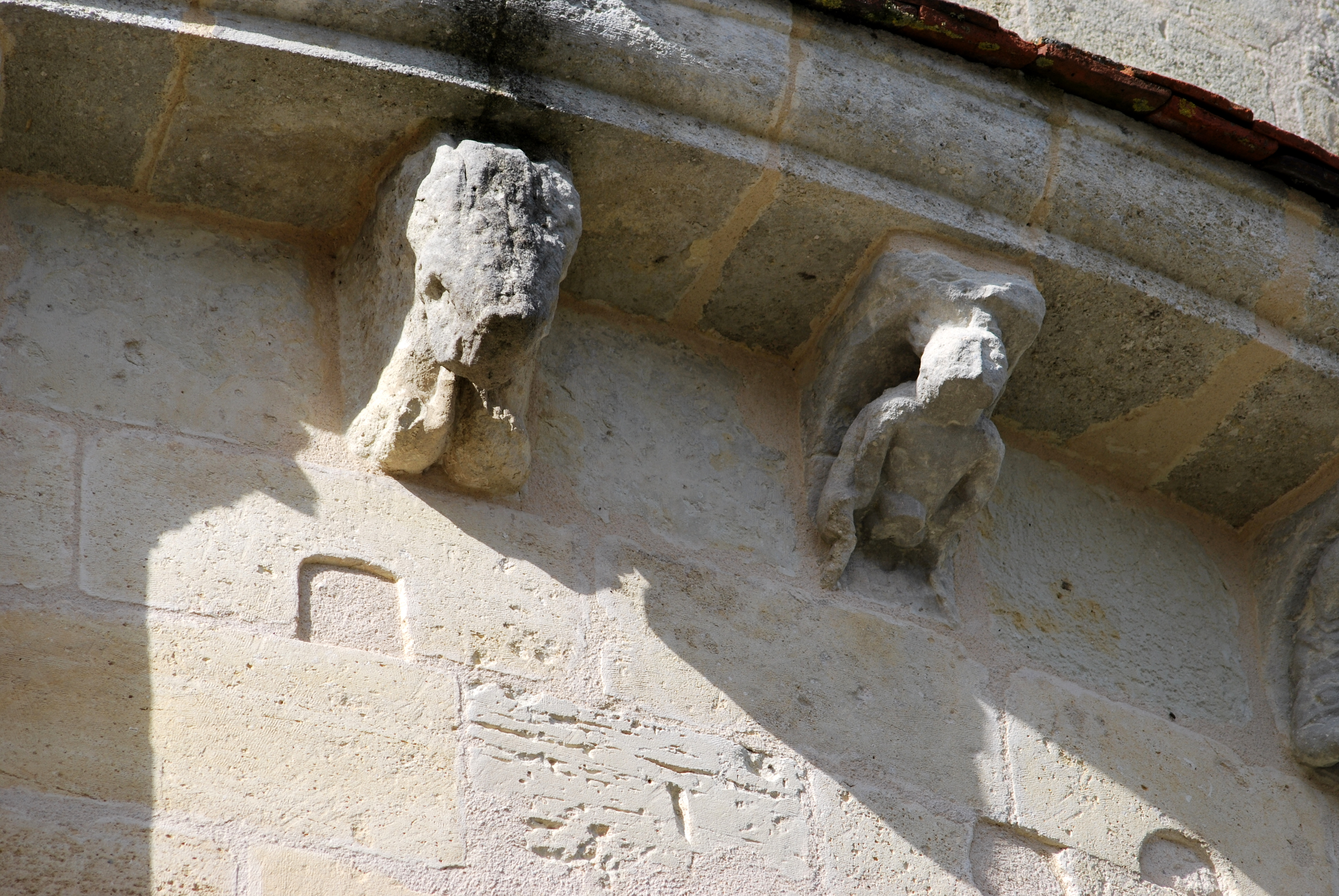
L'homme ithyphallique
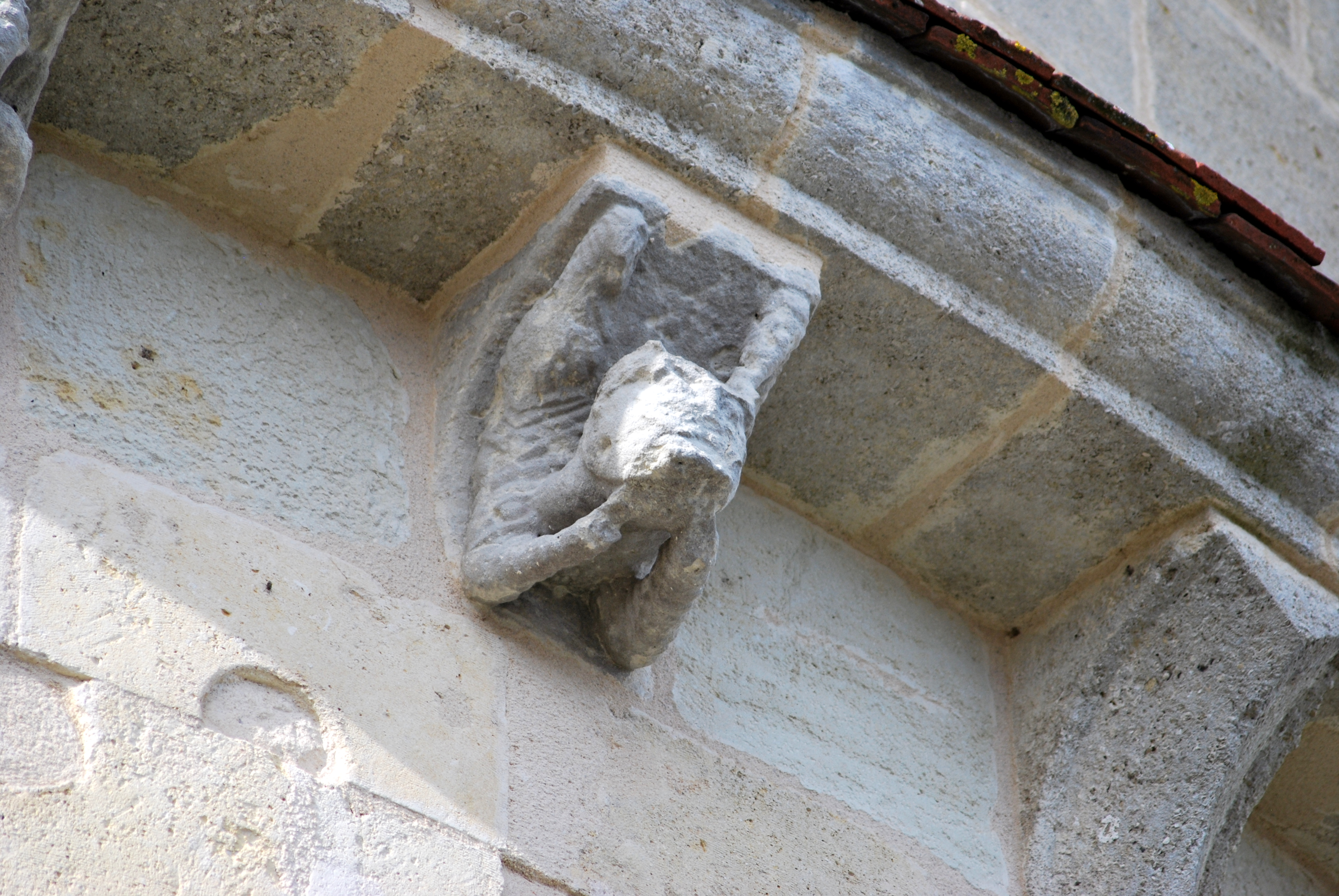
L'acrobate
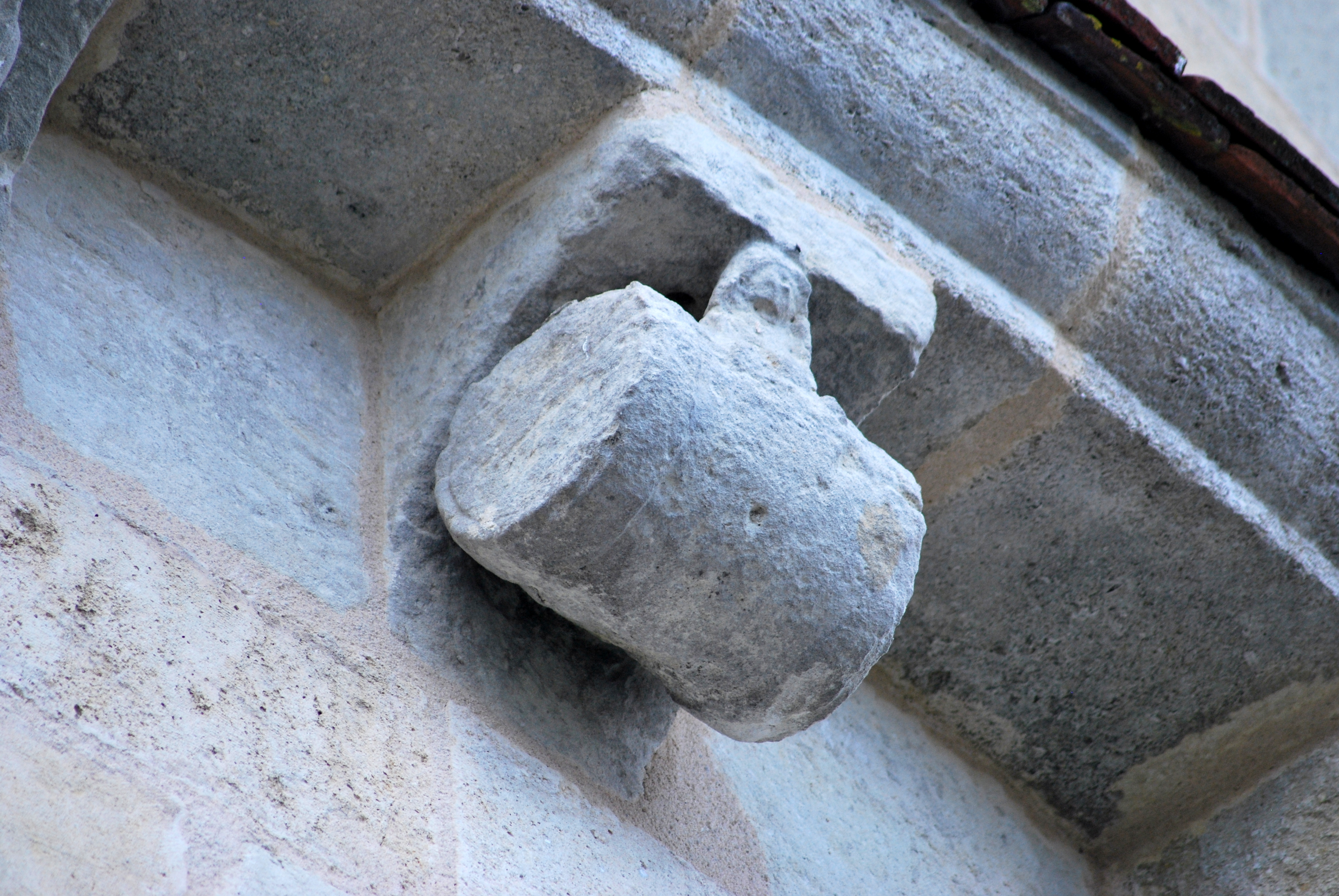
Un tonneau de vin
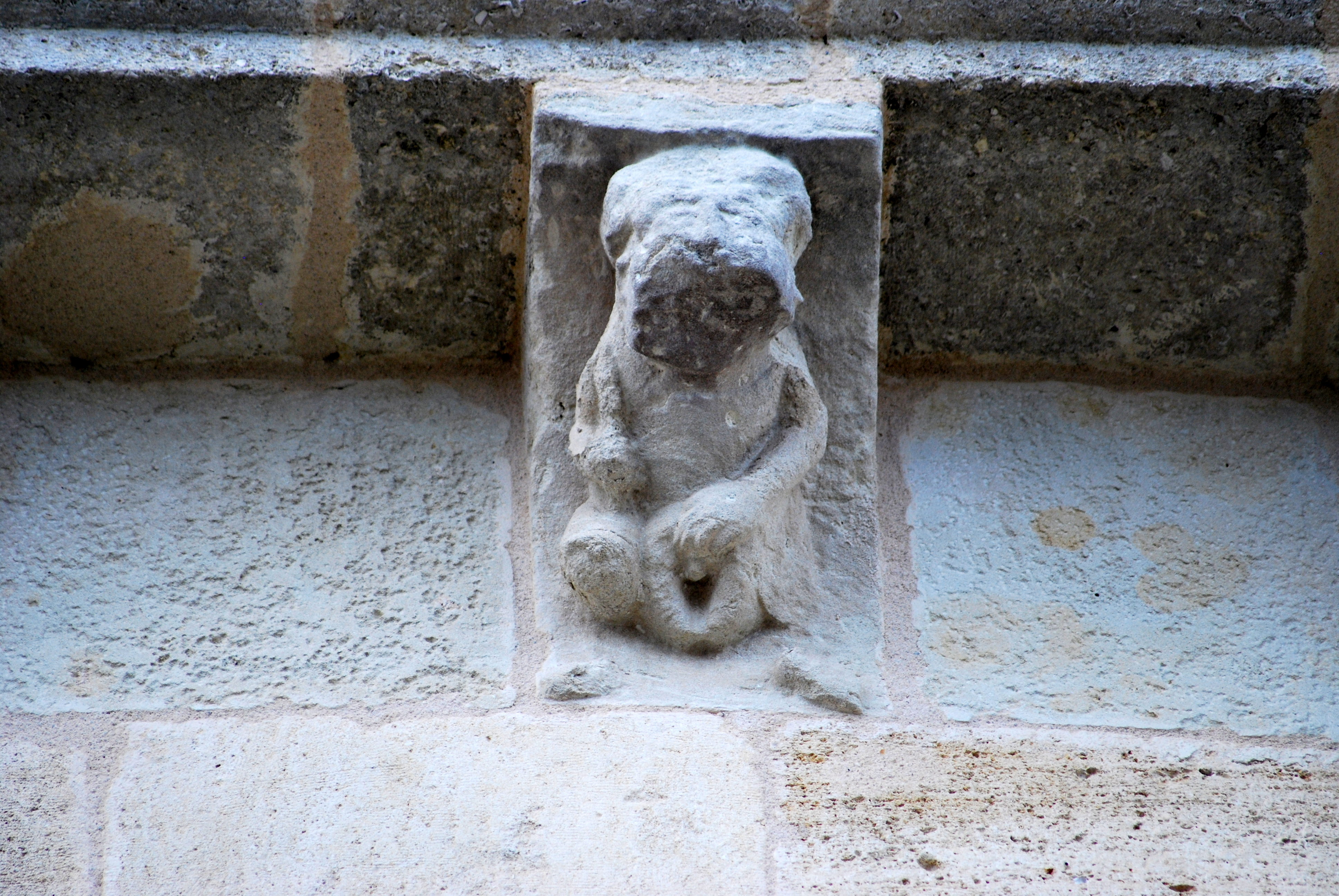
L’exhibitionniste
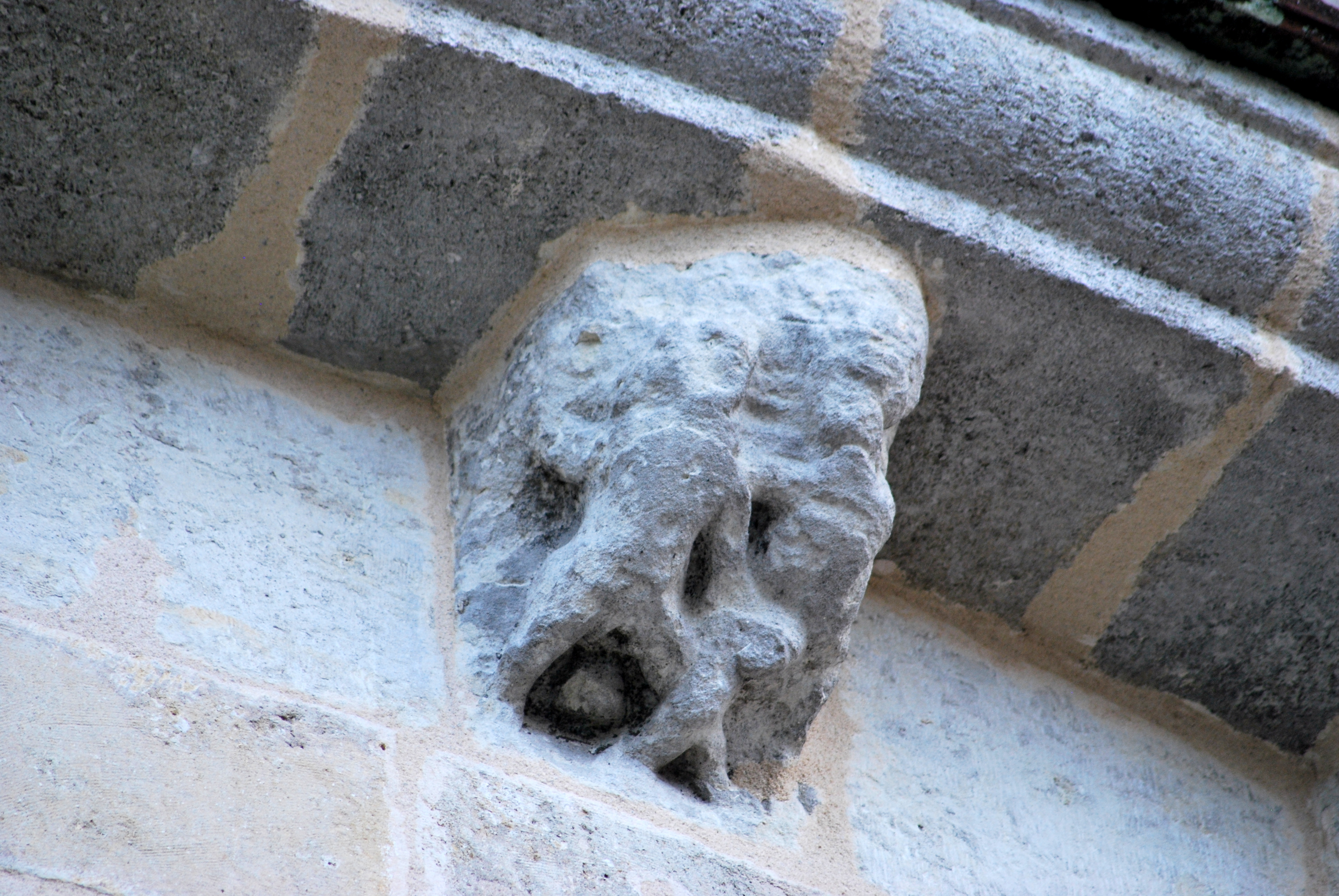
Le couple
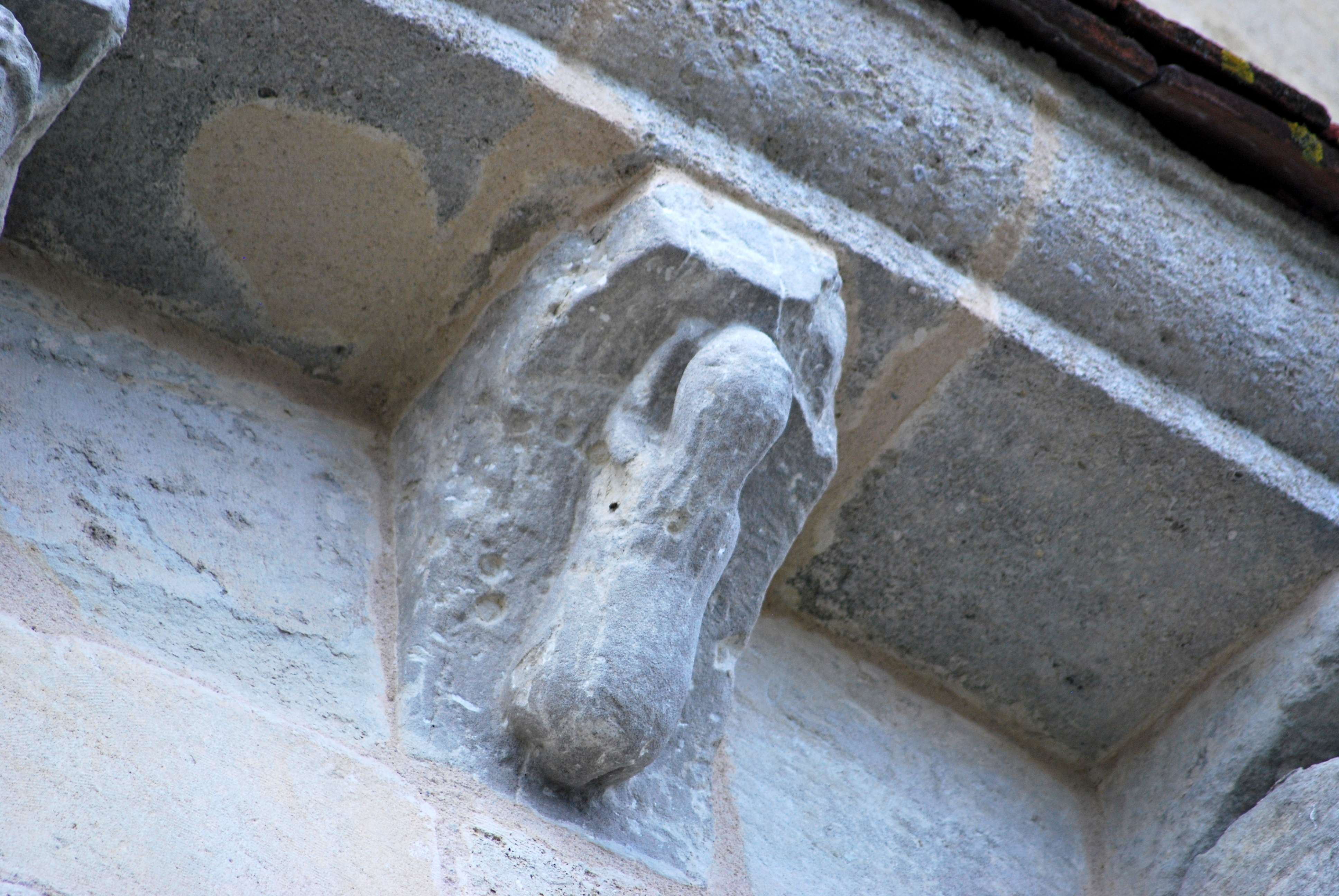
Le lièvre
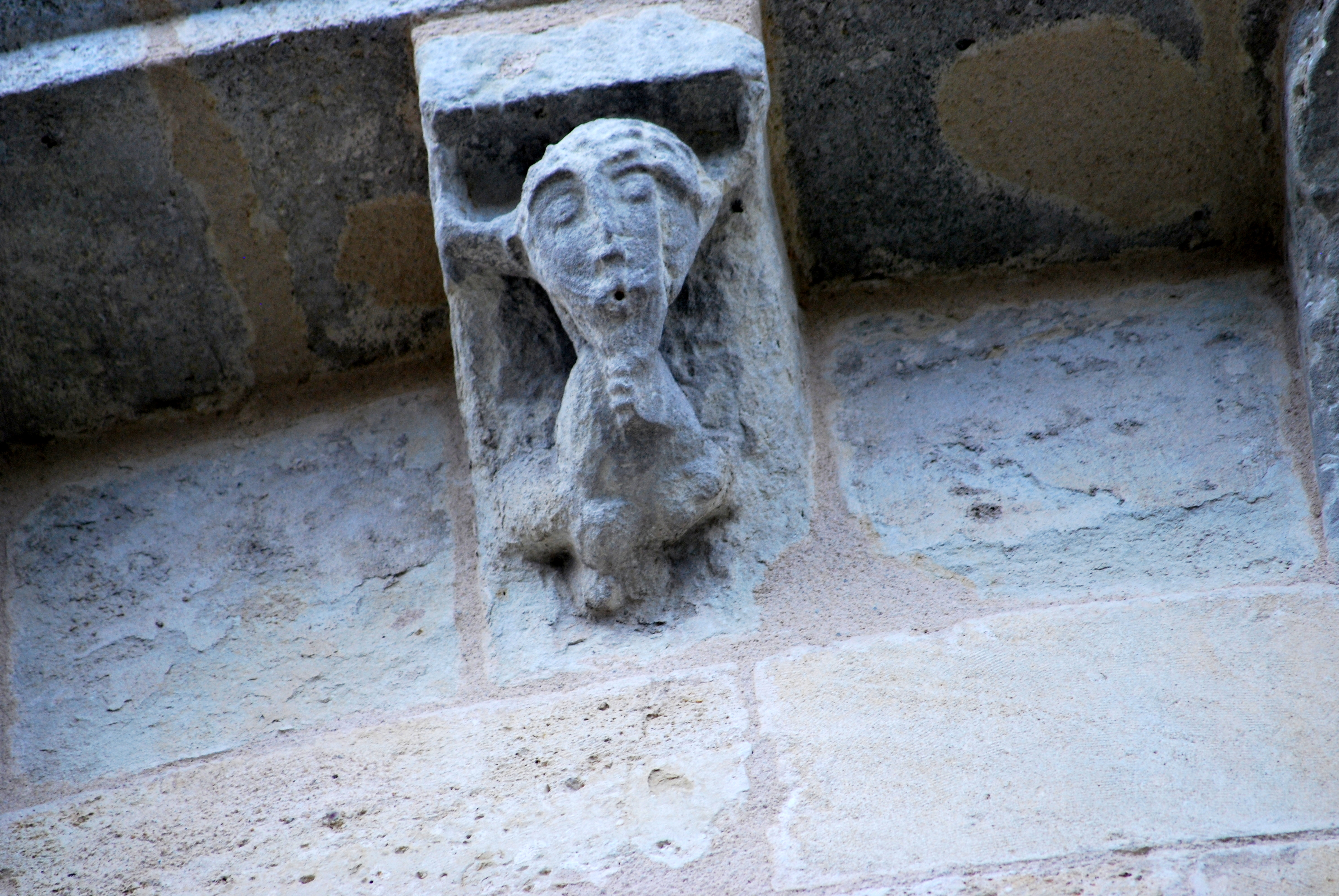
Le fou chantant

### L'arc de séparation du sanctuaire
Les chapiteaux du chœur représentent, au sud, La Chute d'Adam et Ève et au nord, l’Adoration des Mages.
Chapiteau nord : L'Adoration des rois Mages
Sur la grande corbeille, abritée sous un tailloir à palmettes entrelacées, se trouve une des meilleures réalisations du thème « L'adoration des rois Mages » de la région. C'est un œuvre des ateliers de l'abbaye de La Sauve-Majeure.
Sur la face occidentale, Marie tient son fils Jésus sur ses genoux. Le décor derrière elle est une cascade de grands feuillages formant un trône et sur lequel est posée une couette à plis triangulaires. D'autre part, des frondes en crosse, jaillies de la terre, évitent que les pieds de Marie ou de Jésus ne foulent le sol impur de l'étable ou de la grotte.
La Madone porte une guimpe étouffante ; l'enfant Jésus, calé entre les genoux de sa mère est un garçonnet de 5 à 6 ans.
La quasi-totalité de l'espace est consacrée à l'arrivée des trois Mages. Ils ont la barbe taillée en pointe et des coiffes coniques, à l'orientale. Le premier s'incline pour tendre une jatte d'or au jeune Jésus. Le second pointe son index vers l'étoile tout en tenant dans sa main gauche un cruche rempli de myrrhe. Le troisième, de ses deux mains, élève vers les cieux une cruche, ce qui laisse à penser qu'elle contient de l'encens, dont la fumée est destinée aux Dieux du ciel.
Il y a un quatrième personnage sur la face orientale. Il ne s'agit pas d'un Mage, car il n'est ni vêtu, ni coiffé comme eux. Il porte sur la tête, en guise de couronne, une petite tour qui permet de l'identifier : il s'agit d'Hérode Ier le Grand, roi de Jérusalem. Il est montré en train de brandir un glaive qui symbolise le Massacre des Innocents de Bethléem. Hérode figure également sur l'adoration des Mages de l'église de Courpiac et de celle de Saint-Quentin-de-Baron.

Chapiteau sud : La Chute d'Adam et Ève
La corbeille réunit la tentation et l'expulsion d'Adam et Ève du paradis terrestre. C'est aussi une inspiration d'une corbeille de l'abbaye de La Sauve-Majeure et du même style de celui de Courpiac.
Dans le coin droit, le serpent enlace un arbre ; de sa gueule, pend le fruit qu'Ève saisit d'une main ; de l'autre main, elle le donne à Adam, sur la face principale. Adam porte une main à sa gorge, mais, il est trop tard, le fruit a été consommé et le péché commis : deux feuilles de figuier dissimulent leur honte.
Sur la troisième face, est évoquée la dure existence de la vie. L'homme y porte des habits et des armes. Il est contraint de se défendre contre les rigueurs naturelles et l'adversité animale, symbolisée par un lion, qui était un symbole du Diable. L'homme qui connait le bien et le mal, se doit de livrer un combat quotidien et éternel.
Ces deux chapiteaux sont complémentaires, comme à l'église de Courpiac. D'un côté, la Chute de l'Homme, par la faute d'une femme et de l'autre, la rédemption de l'Homme grâce à la vertu d'une autre femme.

### Les fenêtres du presbyterium
Au cours de la restauration de 1897 les chapiteaux des fenêtres ont été, pour partie, conservés et pour partie, refaits à neuf.
Fenêtre méridionale

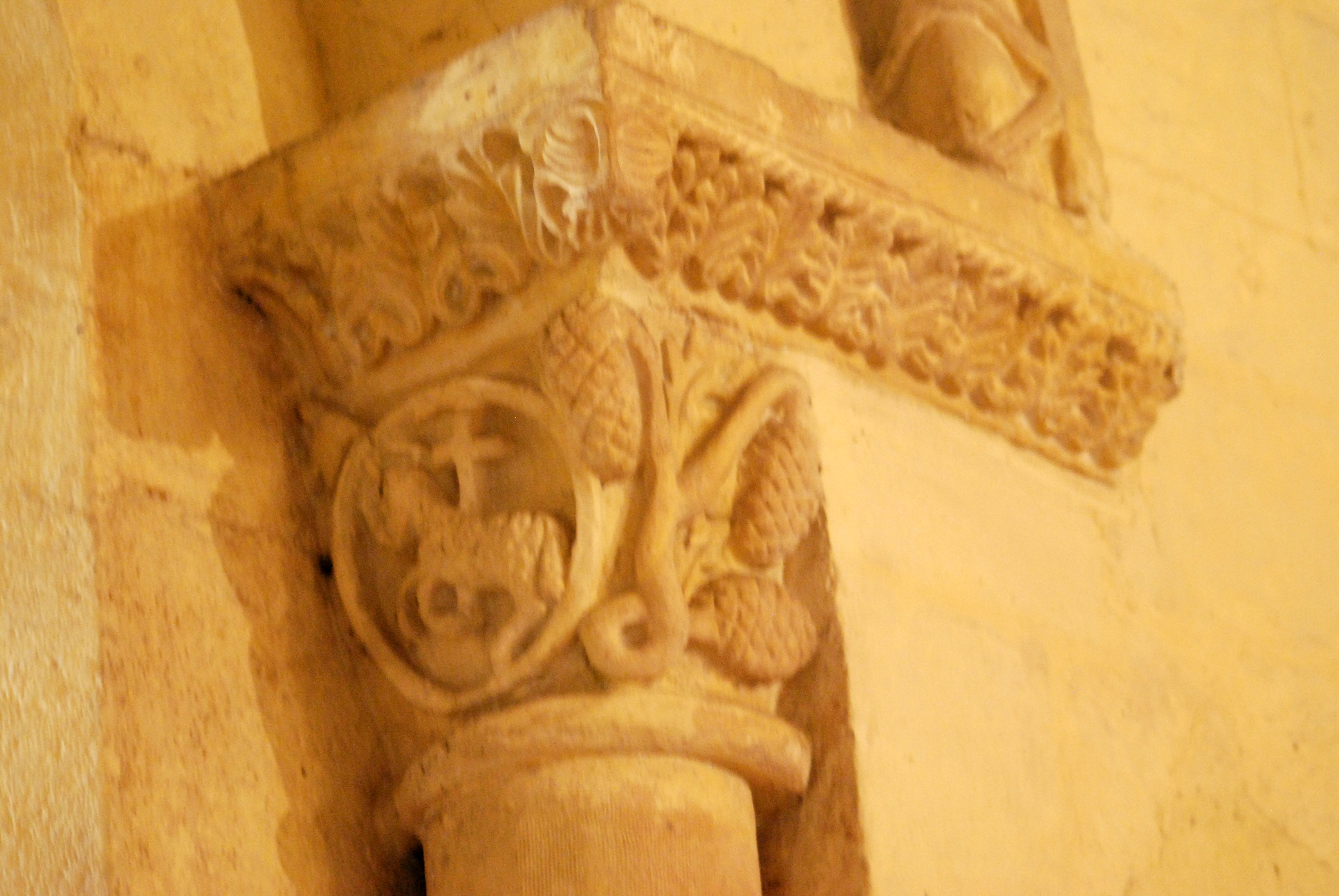
Agneau crucifère

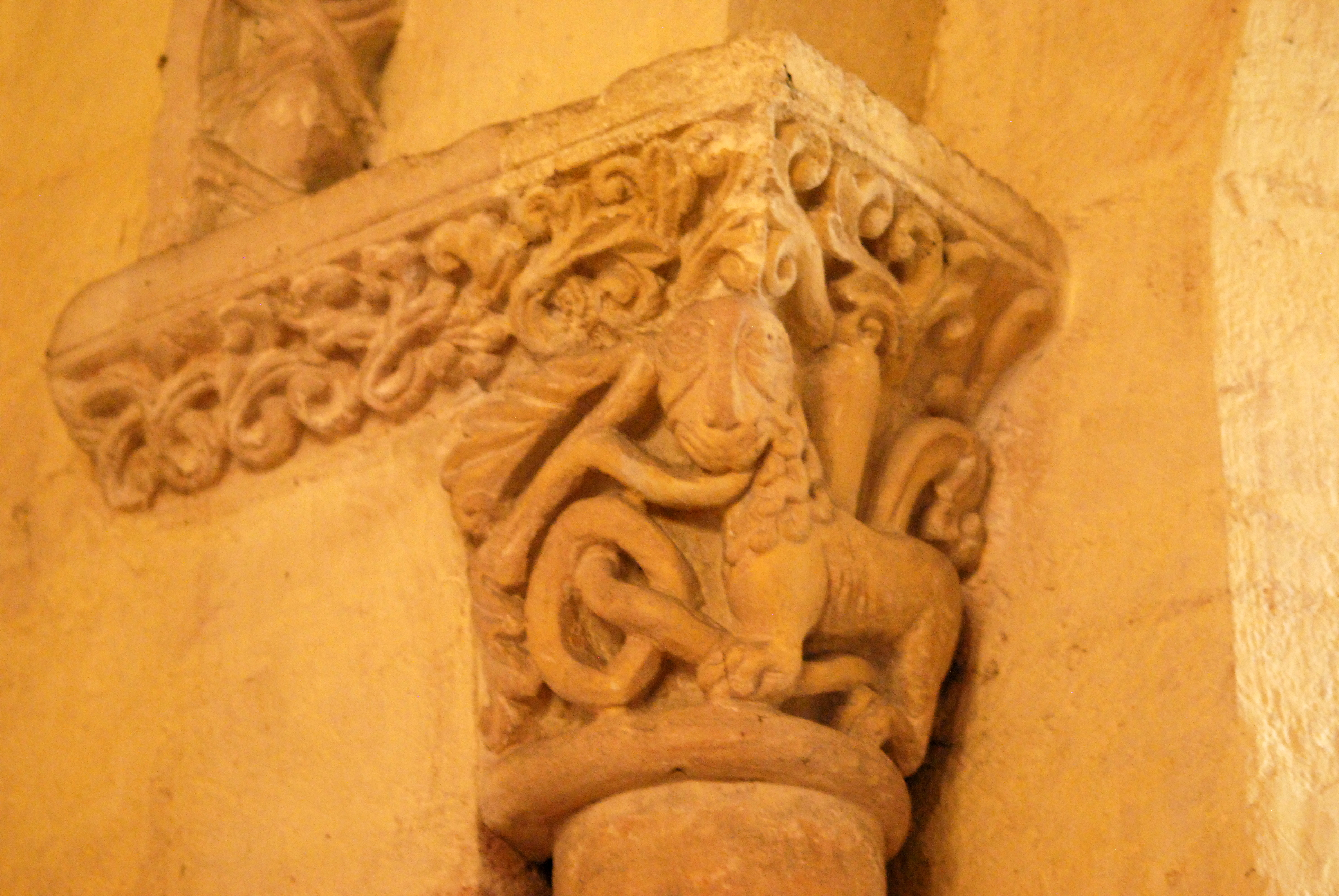
Le lion cracheur de rinceaux

Agneau crucifère : le premier côté, qui correspond à la description établie en 1848 : « agneau accolé à une croix surmontée d'un petite drapeau » est certainement authentique. L'autre face est peut-être un remodelage, du fait qu'elle mélange trois pommes de pin et des feuilles de chêne. L'agneau figuré est l'animal emblématique de la personnification du Christ, d'où le nimbe crucifère qui auréole sa tête et la Croix que soulève la patte. La réunion symbolique de l'agneau du sacrifice et de la pigne (ou fruit de l'arbre de vie) constitue une allégorie de l'Eucharistie.
Le lion cracheur de rinceaux : un lion, vu de profil, crache une liane feuillue, nouée en anneaux multiples. Ce lion s'oppose à l'agneau parce qu'il incarne le Diable et parce qu'il vomit des rinceaux. La fenêtre oppose, de la manière la plus classique, le Bien et le Mal.

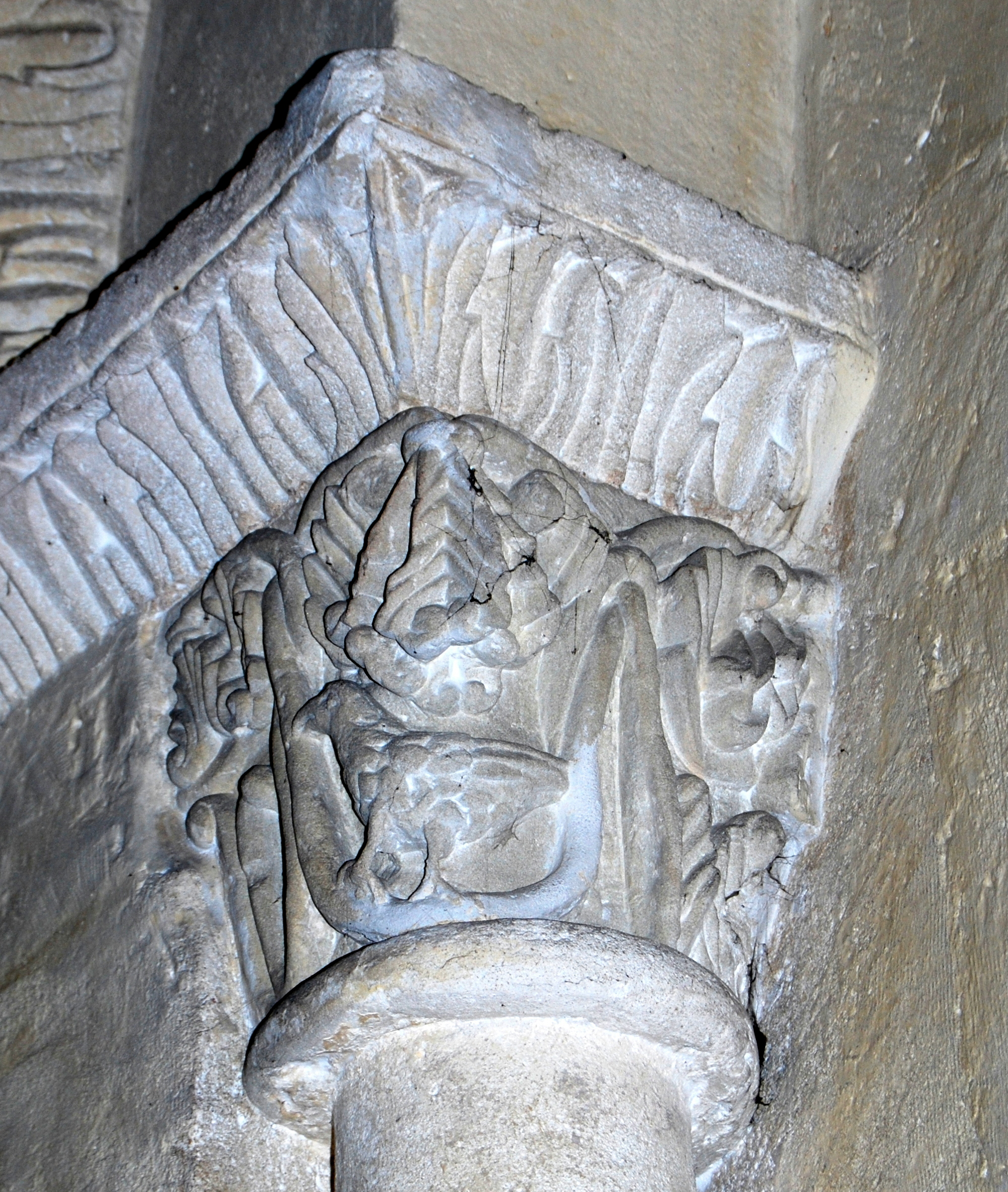
L'oiseau
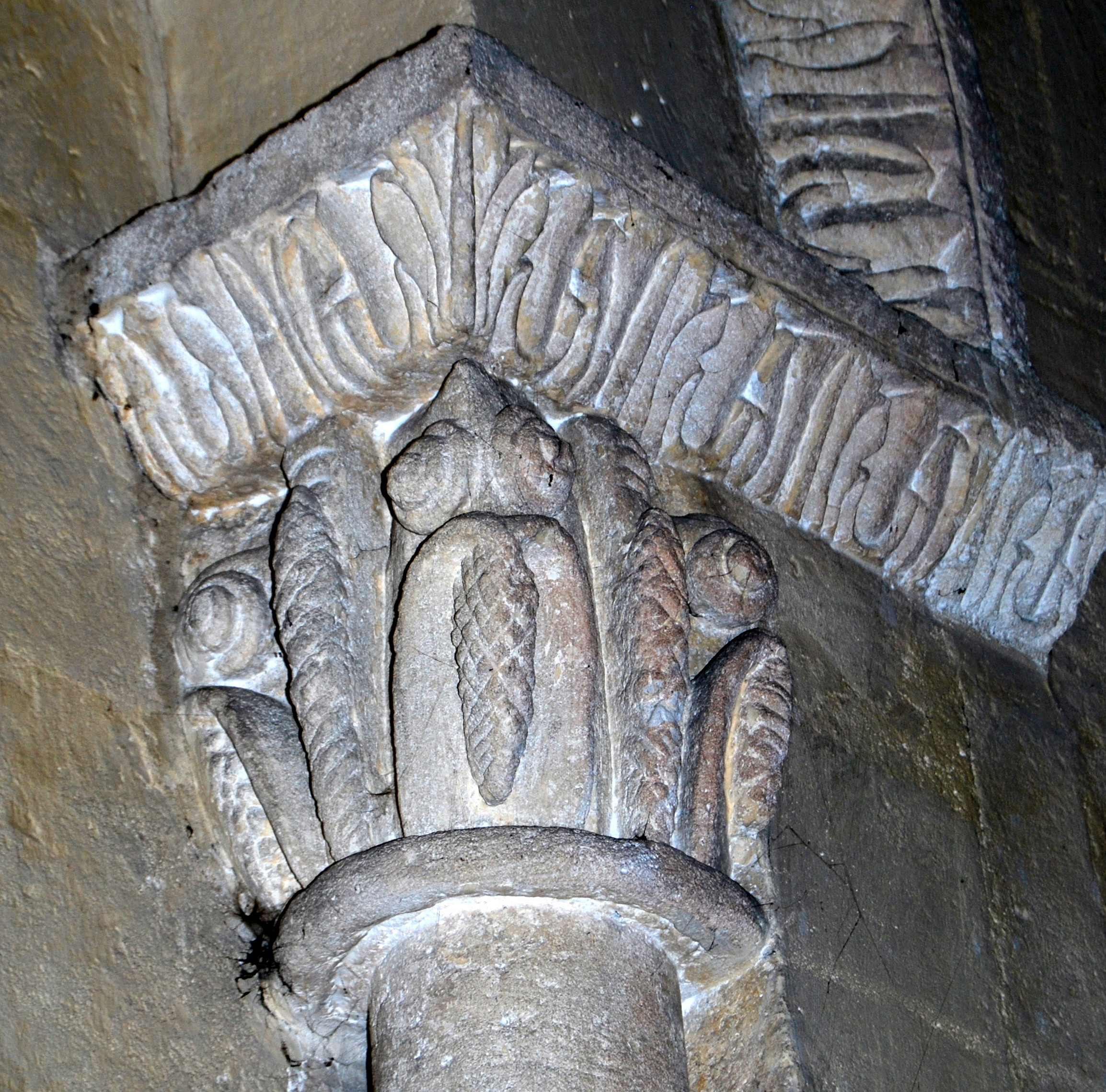
Pignes de pin
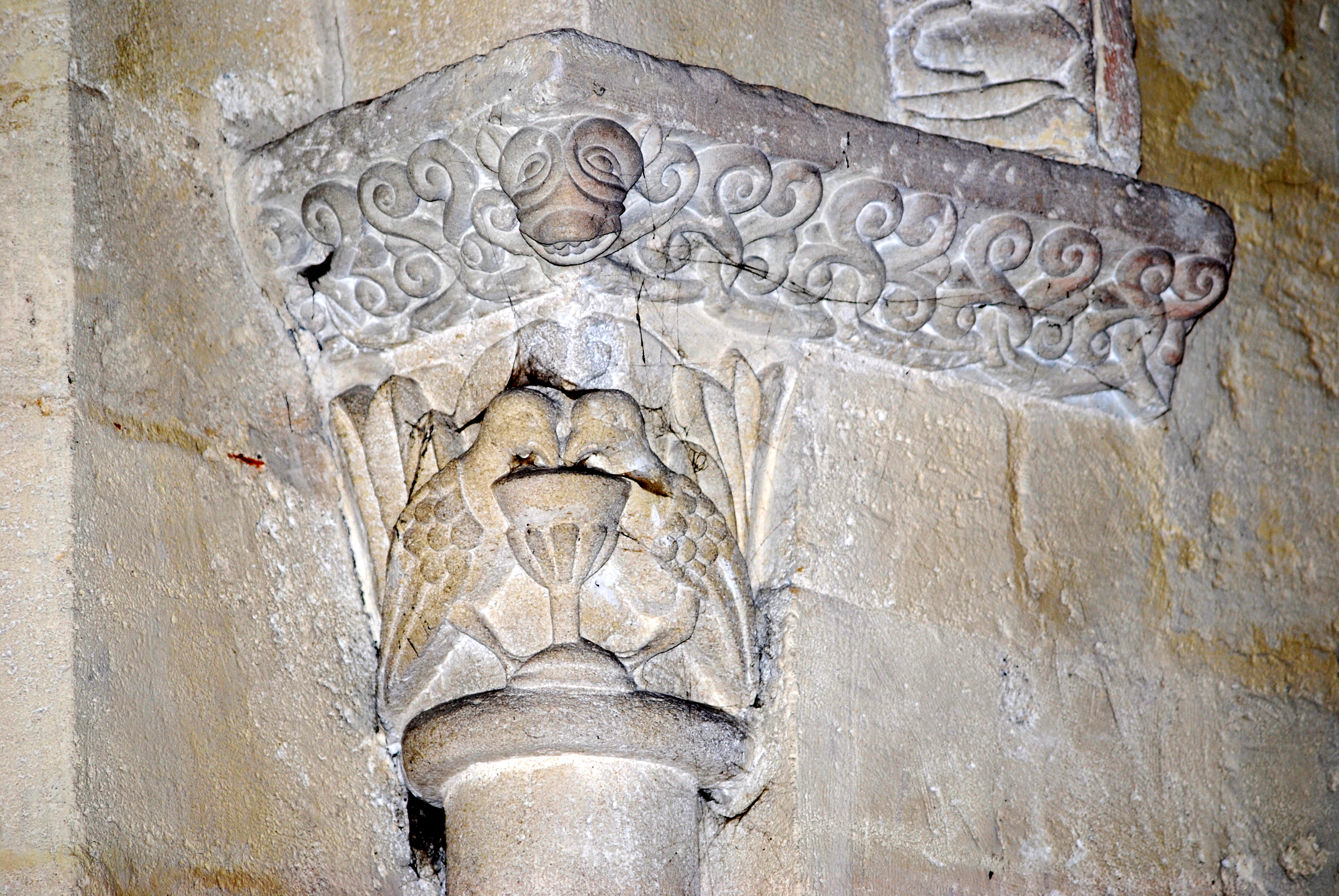
Colombes au calice
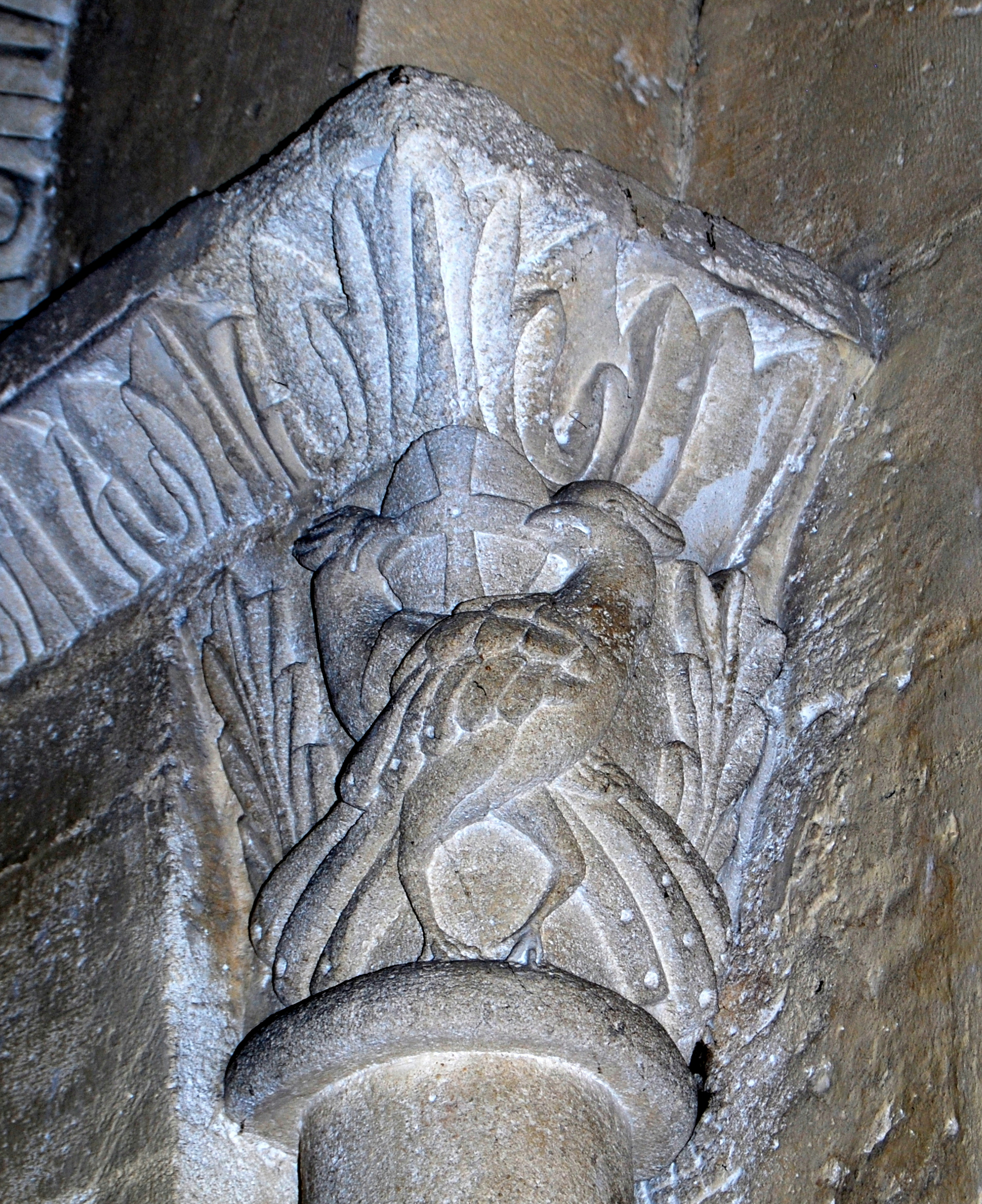
Paons et une hostie
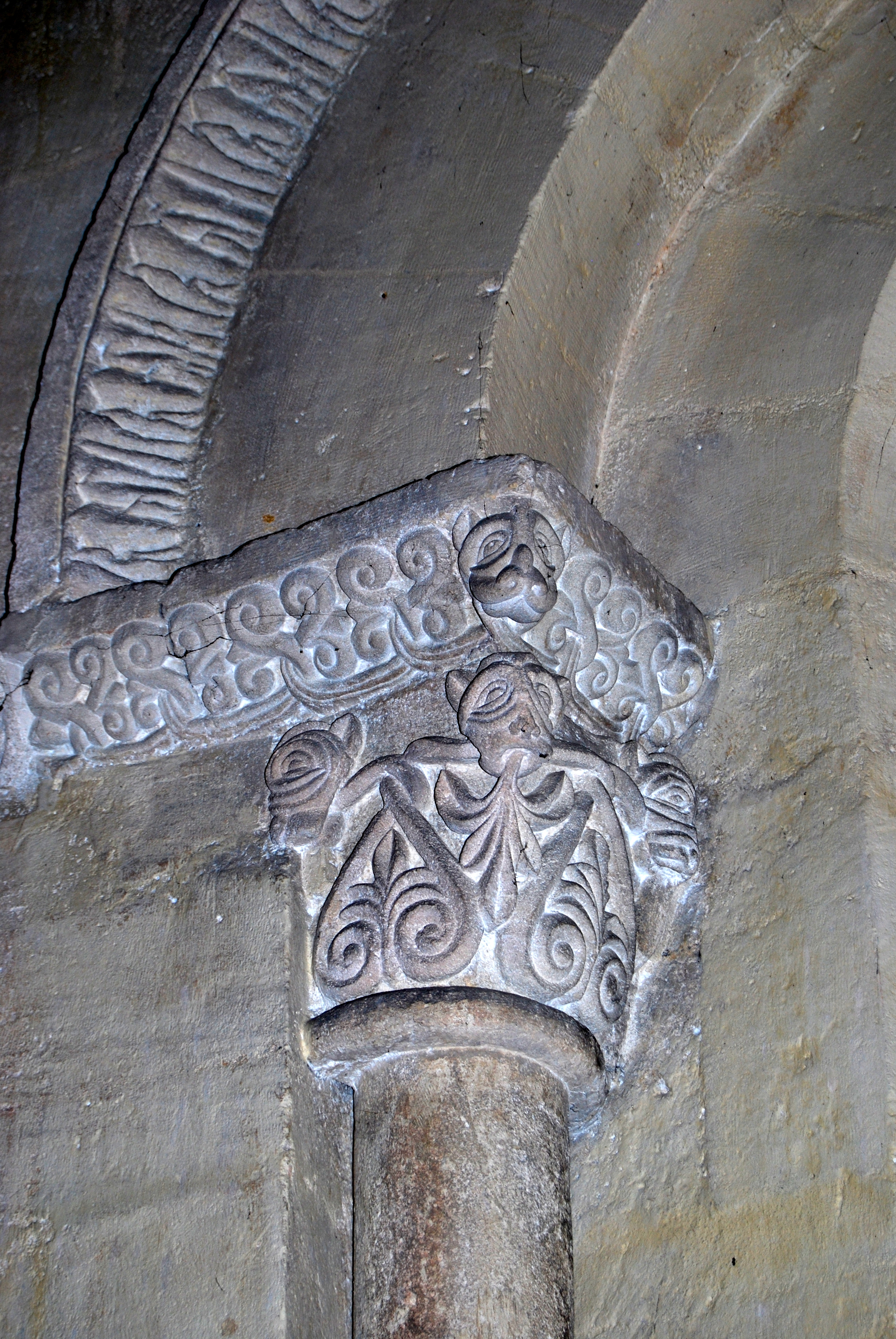
Cracheur de rinceaux
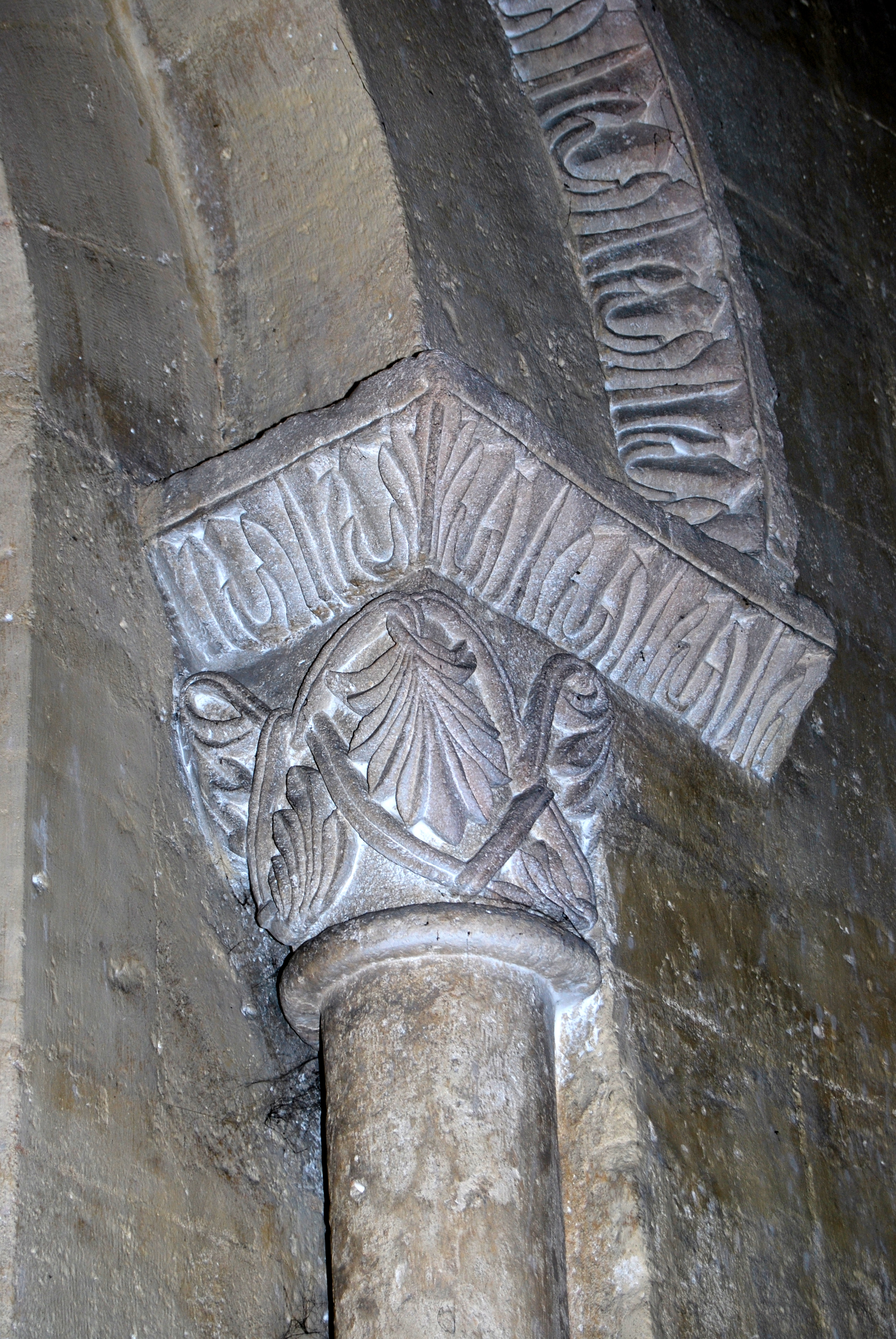
Feuillage

Fenêtre sud-est
L'oiseau : Sur la corbeille, que tapisse un entrelacs stylisé de rameaux à grands feuillages, un oiseau, à gros bec, se tient tranquillement au repos. Ce chapiteau est peut-être authentique.
Les pignes de pin : Cette corbeille date de la restauration de 1897 et représente des pignes de pin.
Fenêtre axiale de l'abside
Ces deux chapiteaux ont été réalisés au cours de la restauration de 1897. Ils sont, peut-être, des copies des chapiteaux romans à remplacer. Le chapiteau au nord montre deux paons qui picorent une hostie (pain de vie) et celui du sud, deux colombes buvant au calice eucharistique (source de vie).
Fenêtre nord : Sur chacun des deux chapiteaux, une masque maléfique crache des rinceaux et des feuillages ; ils datent de la restauration de 1897.

## L'intérieur de l'église

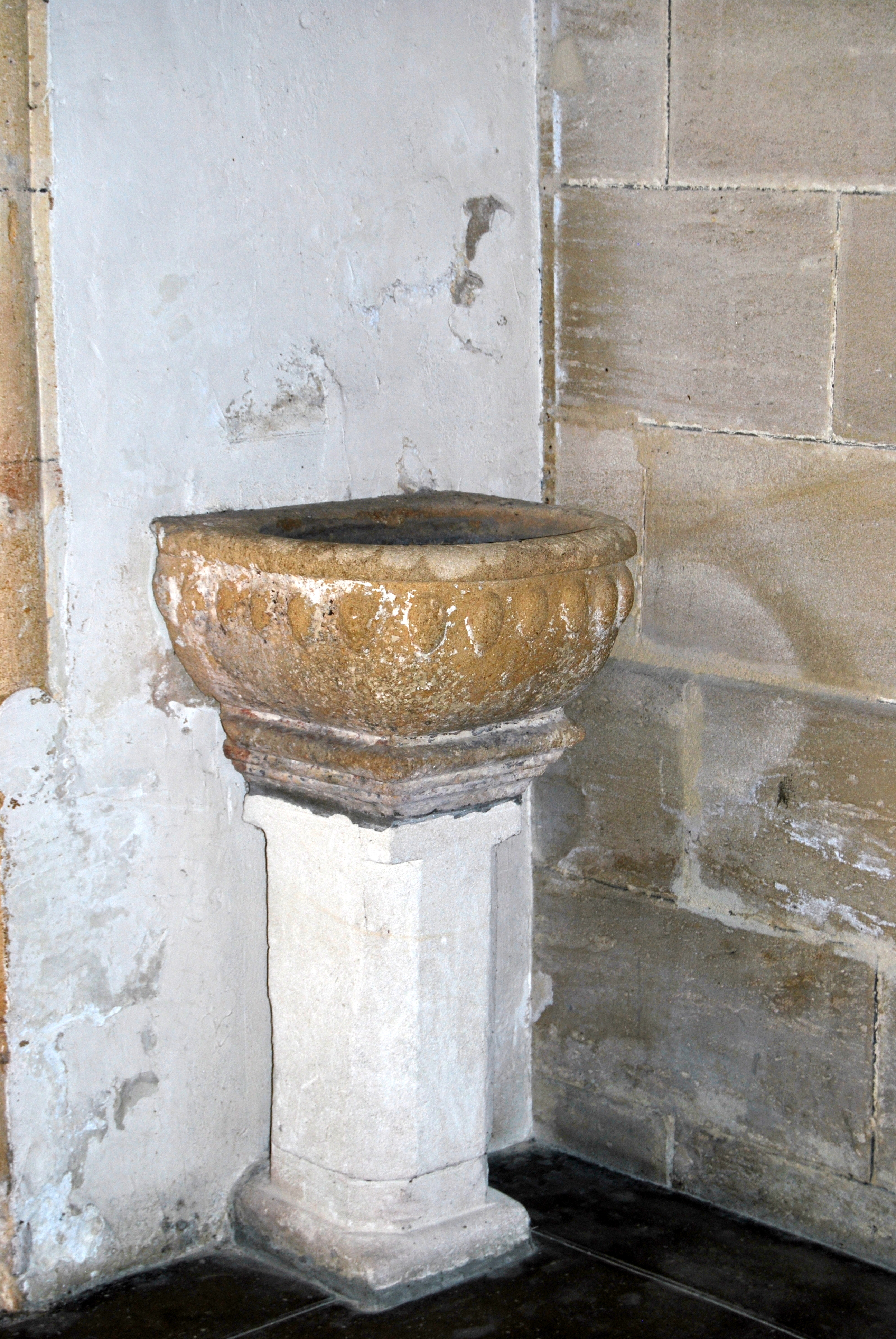
Bénitier
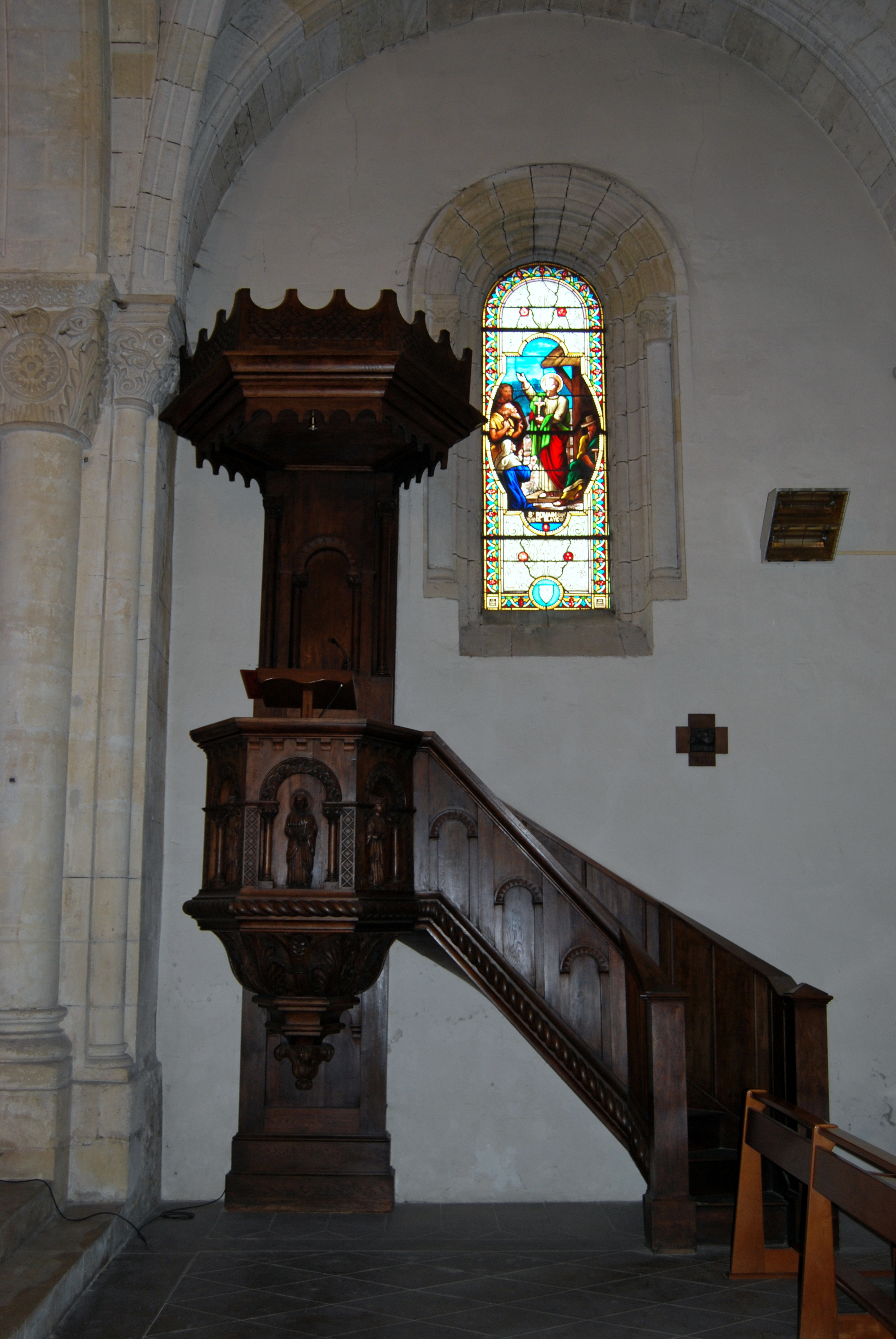
La Chaire
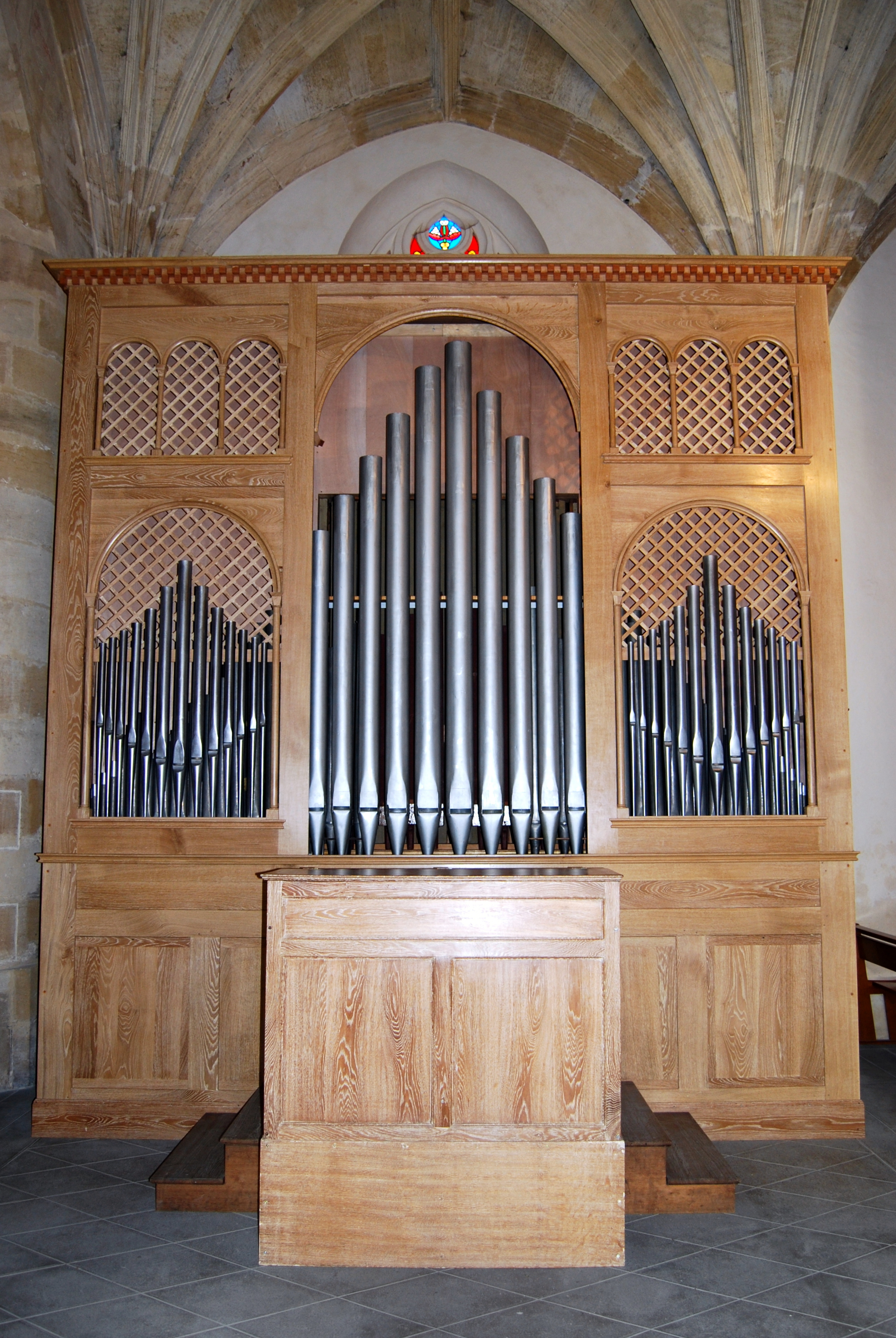
L'orgue
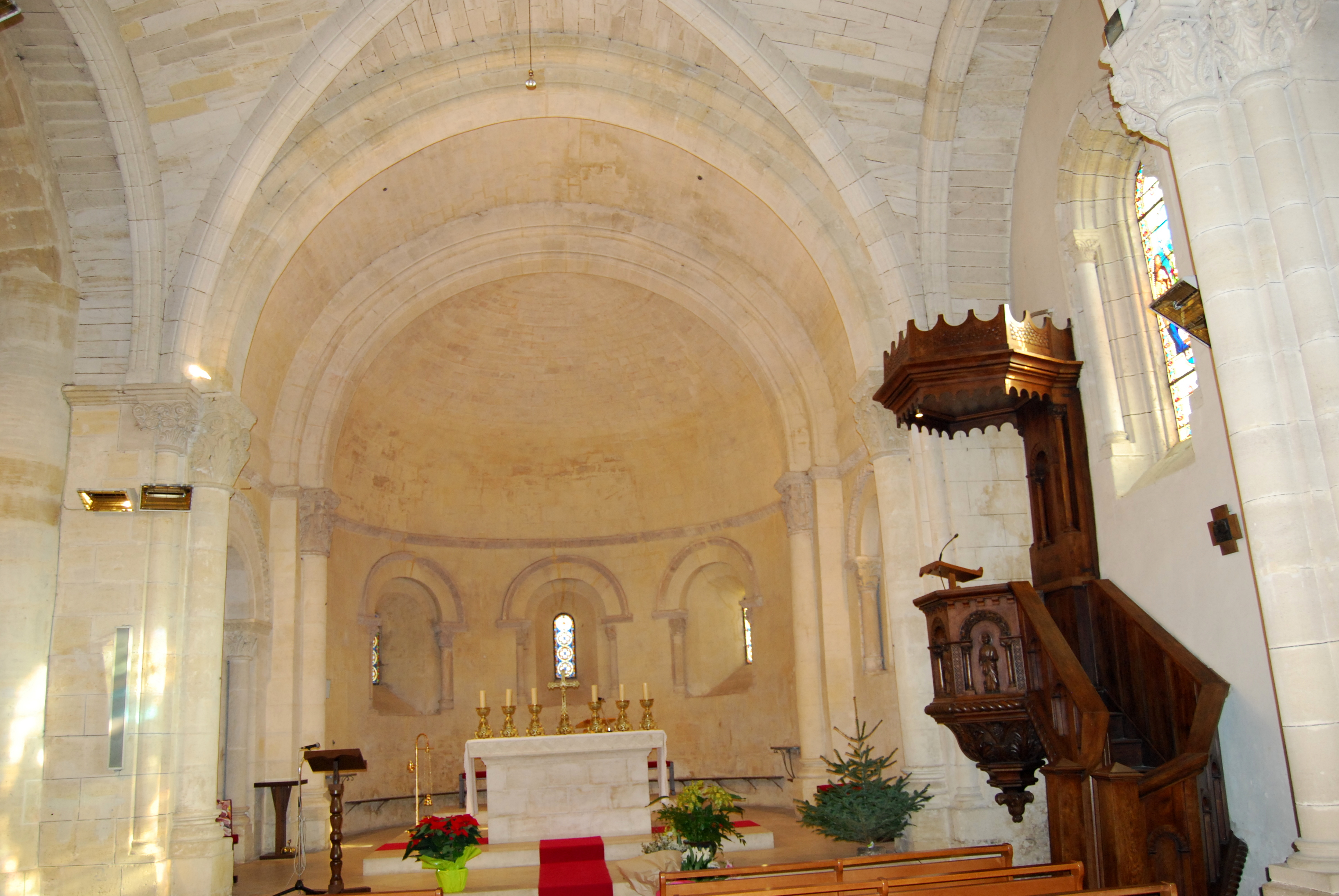
Le Sanctuaire
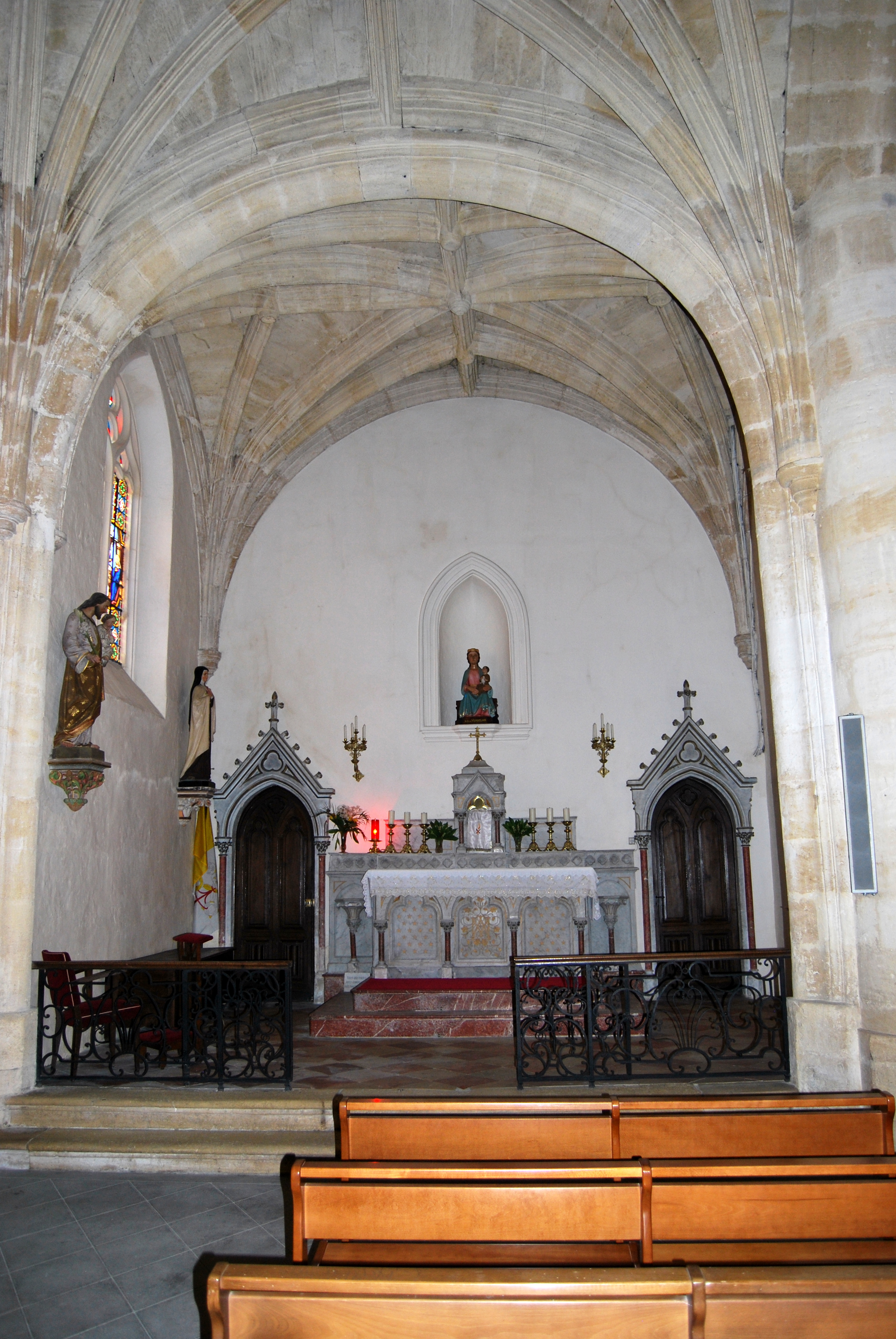
La chapelle Nord

Les vitraux
Les vitraux sont l’œuvre du peintre et maître-verrier bordelais Gustave Pierre Dagrant (1839-1915).
Gisant de Montarouch

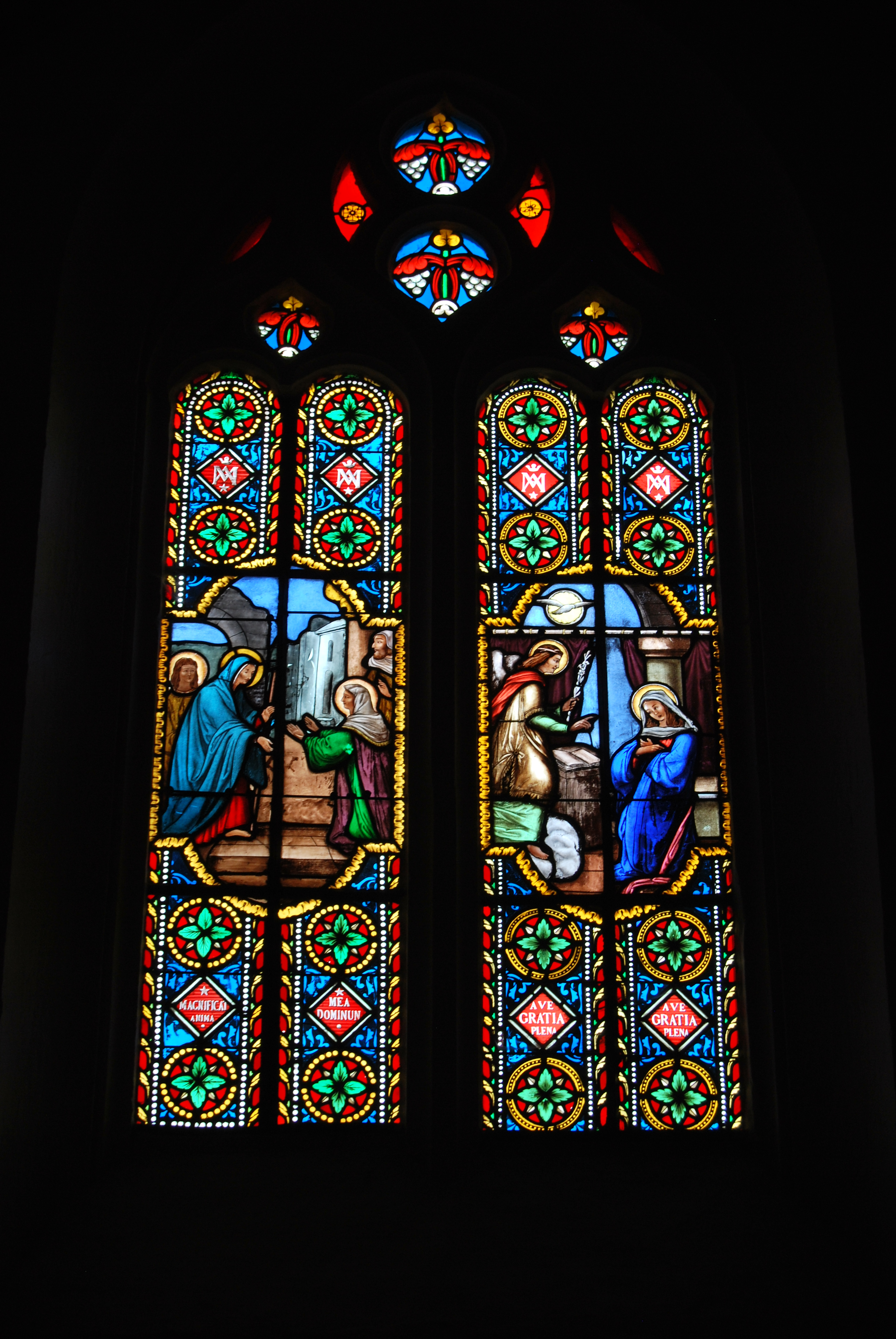
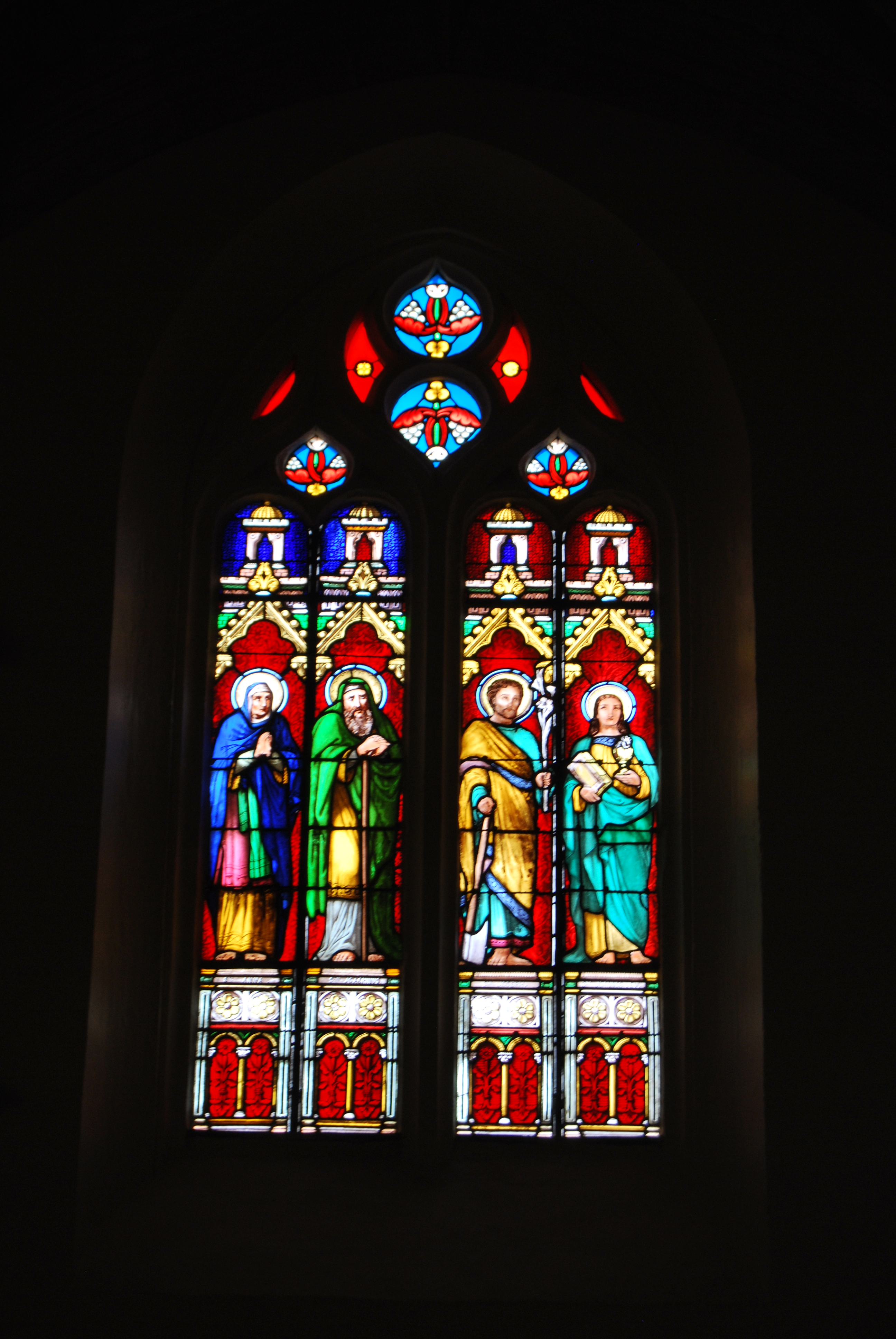
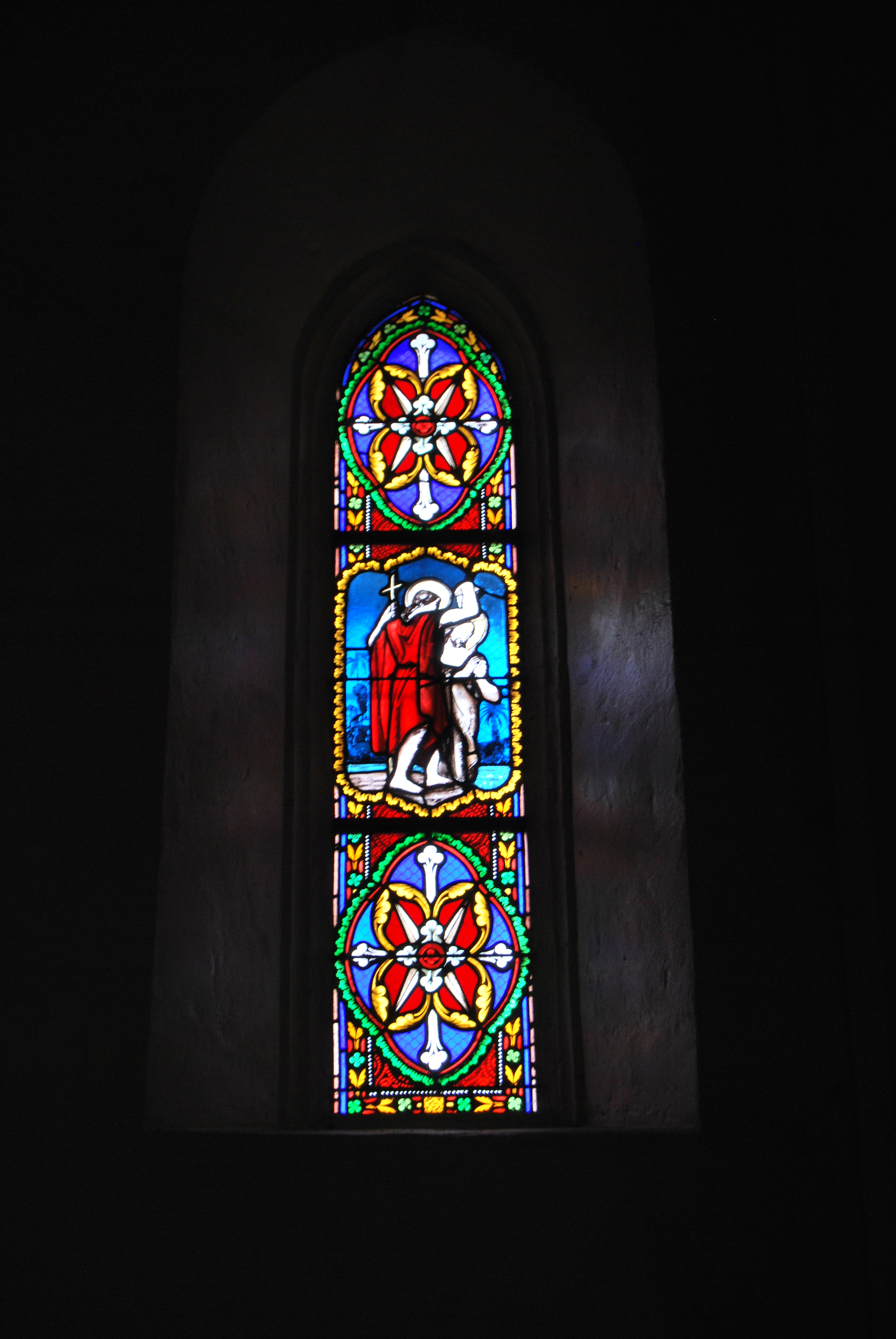
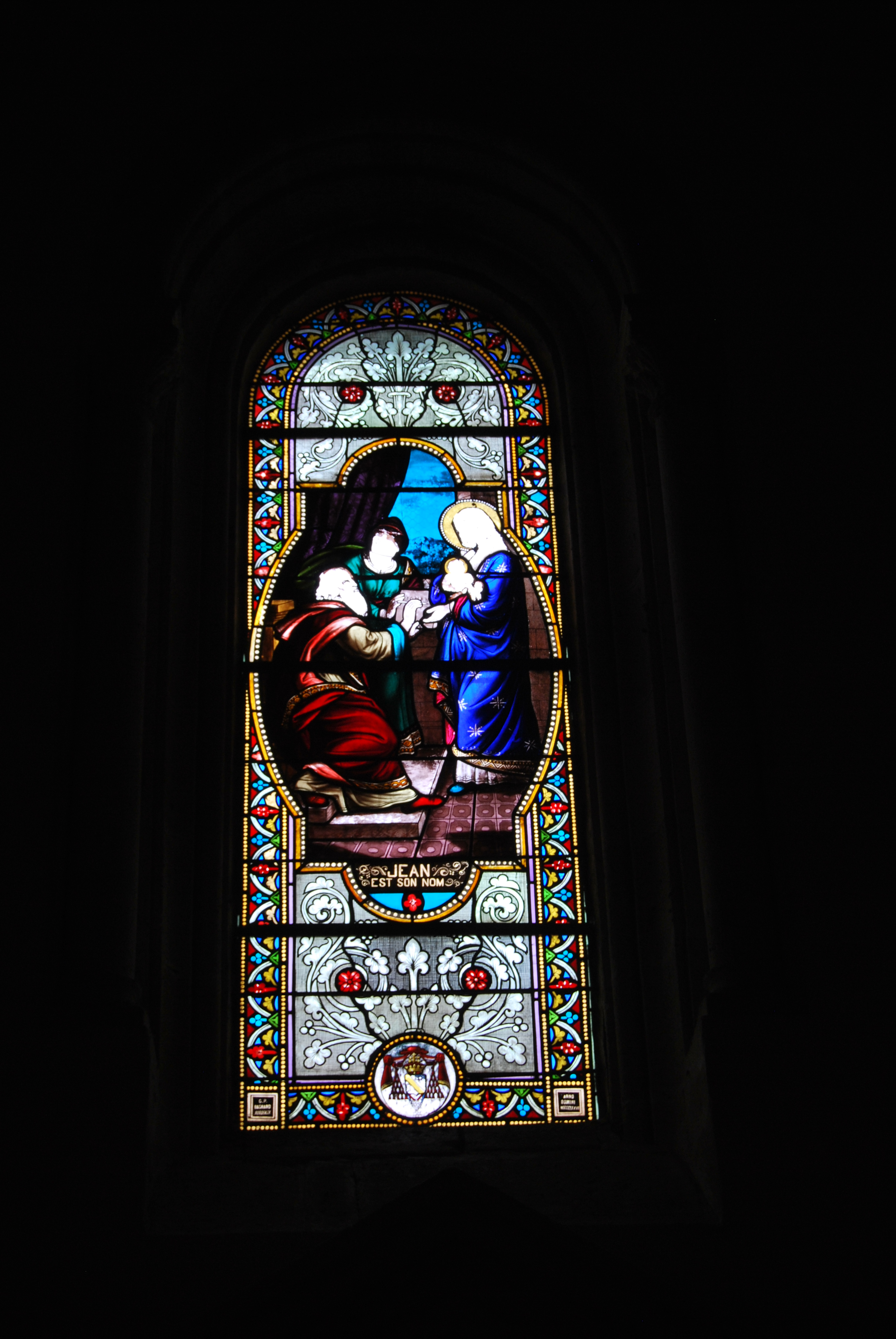
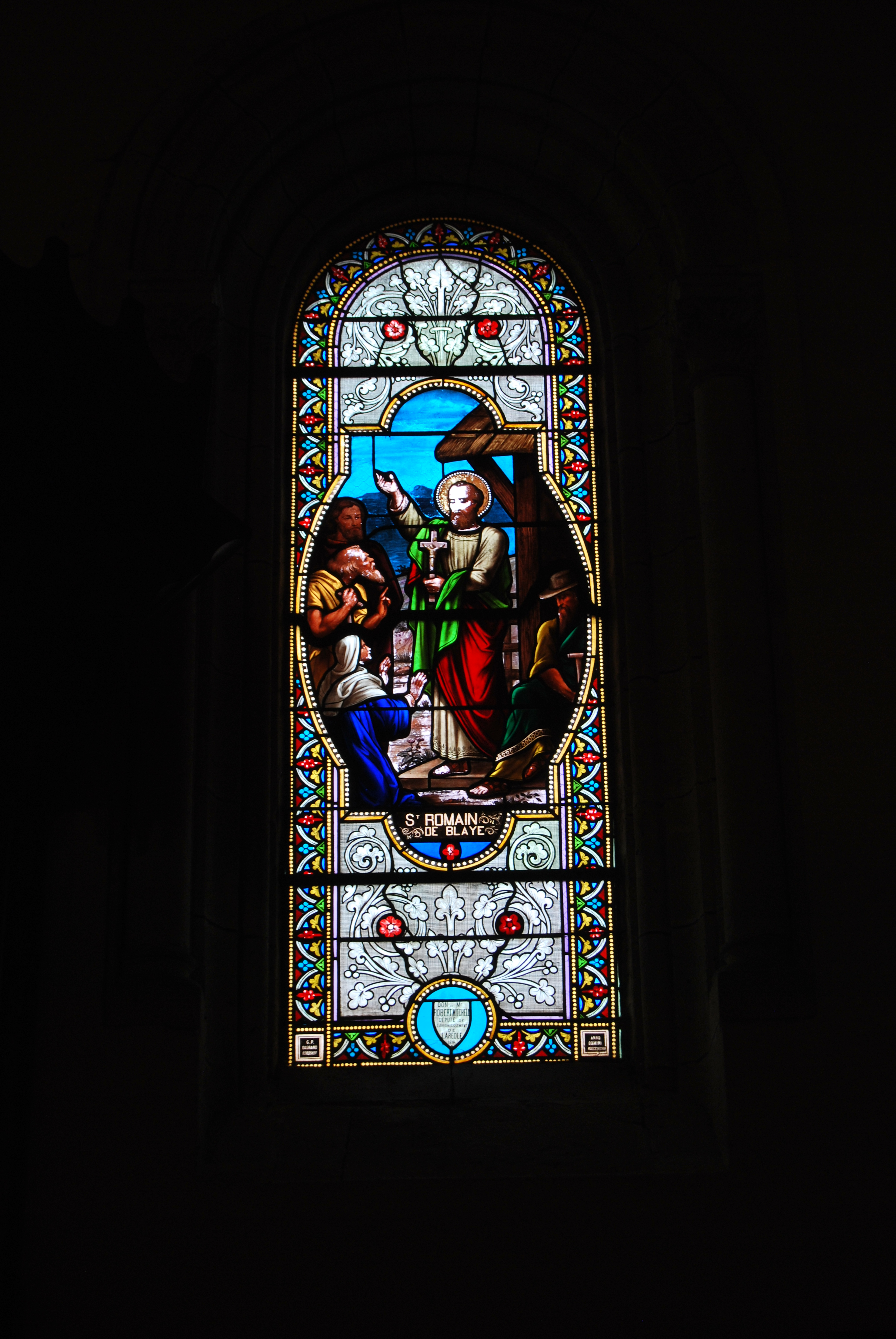

L'église abrite un gisant du XVIe siècle qui conserve le souvenir d'un chevalier anonyme provenant de la commanderie de Montarouch.
La représentation du chevalier en cotte de mailles, la datation de cette œuvre et son lieu originel de conservation peuvent faire penser au gisant d’un chevalier de l’ordre de Saint-Jean de Jérusalem.
Ce gisant a été transféré à Saint-Romain, en raison de l’état de conservation de l’ancienne église templière, qui n’est plus couverte. Le gisant est ici présenté debout. Malheureusement, il n'est plus visible, car il est caché par le nouvel orgue.